# Xcuyún
Xcuyún es una comisaría de Conkal en el estado de Yucatán localizado en el sureste de México.

## Toponimia
El nombre (Xcuyún) proviene del maya yucateco. A veces es escrito incorrectamente: Xcuyum. Significa en lengua maya: "Donde la yuya (calandria o ave canora) hace su nido". 

## Localización
Xcuyún se encuentra se encuentra localizada en 2 kilómetros de la población de Conkal. Tiene una superficie urbanizada de 0.71 kilómetros cuadrados.

## Importancia histórica
Tuvo su esplendor durante la época del auge henequenero y emitió fichas de hacienda las cuales por su diseño son de interés para los numismáticos. Dichas fichas acreditan la hacienda como propiedad de Eulalio Casares.

## Demografía
Según el censo de 2005 realizado por el INEGI, la población de la localidad era de 1490 habitantes, de los cuales 773 eran hombres y 717 eran mujeres.
| 313                         | 524 | 366 | 398 | 373 | 390 | 532 | 706 | 898 | 1151 | 1280 | 1337 | 1490 | 1959 |
| (Fuente: INEGI [Consultar]) |     |     |     |     |     |     |     |     |      |      |      |      |      |

## Galería

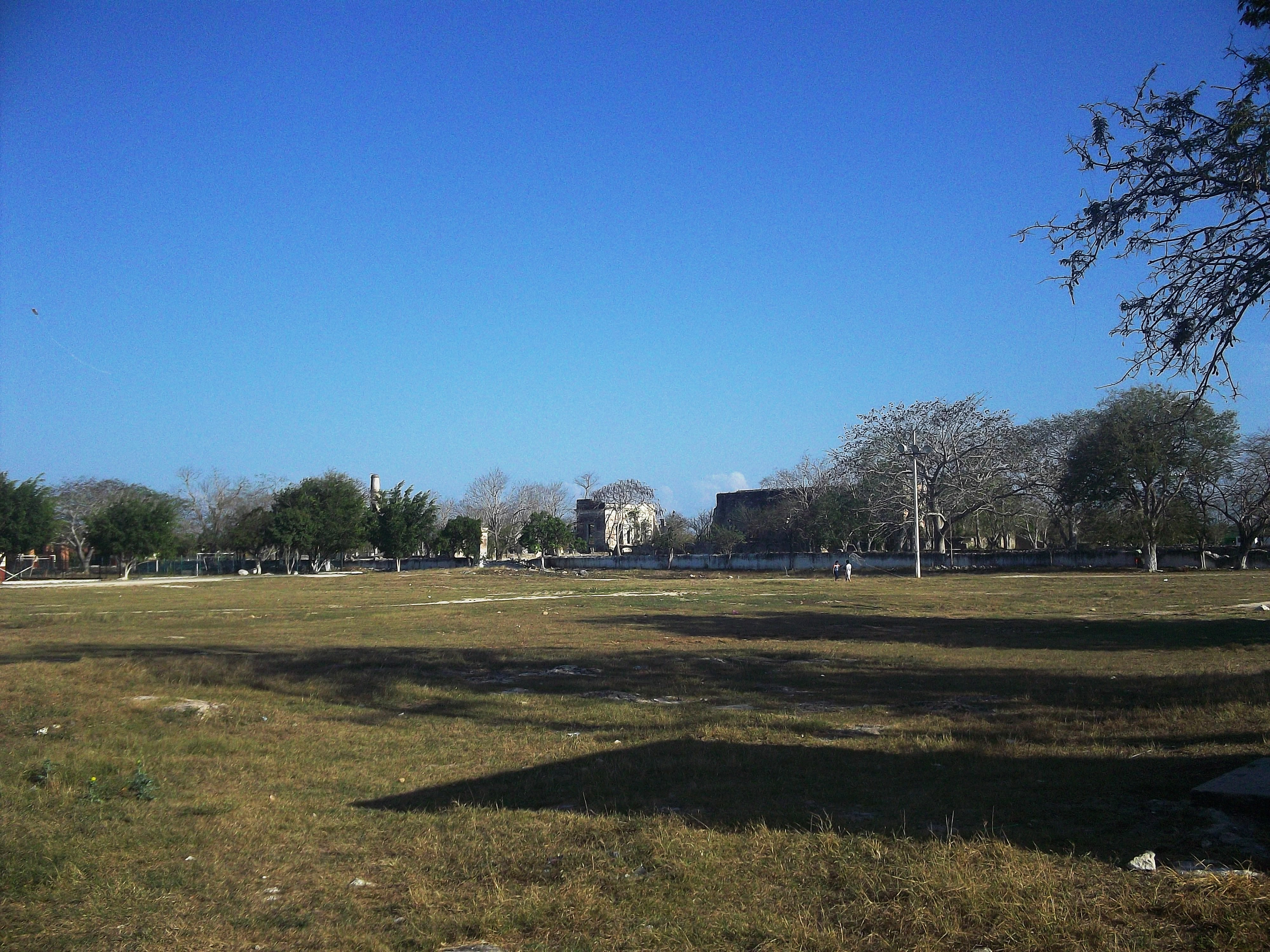
Vista de la hacienda Xcuyún.
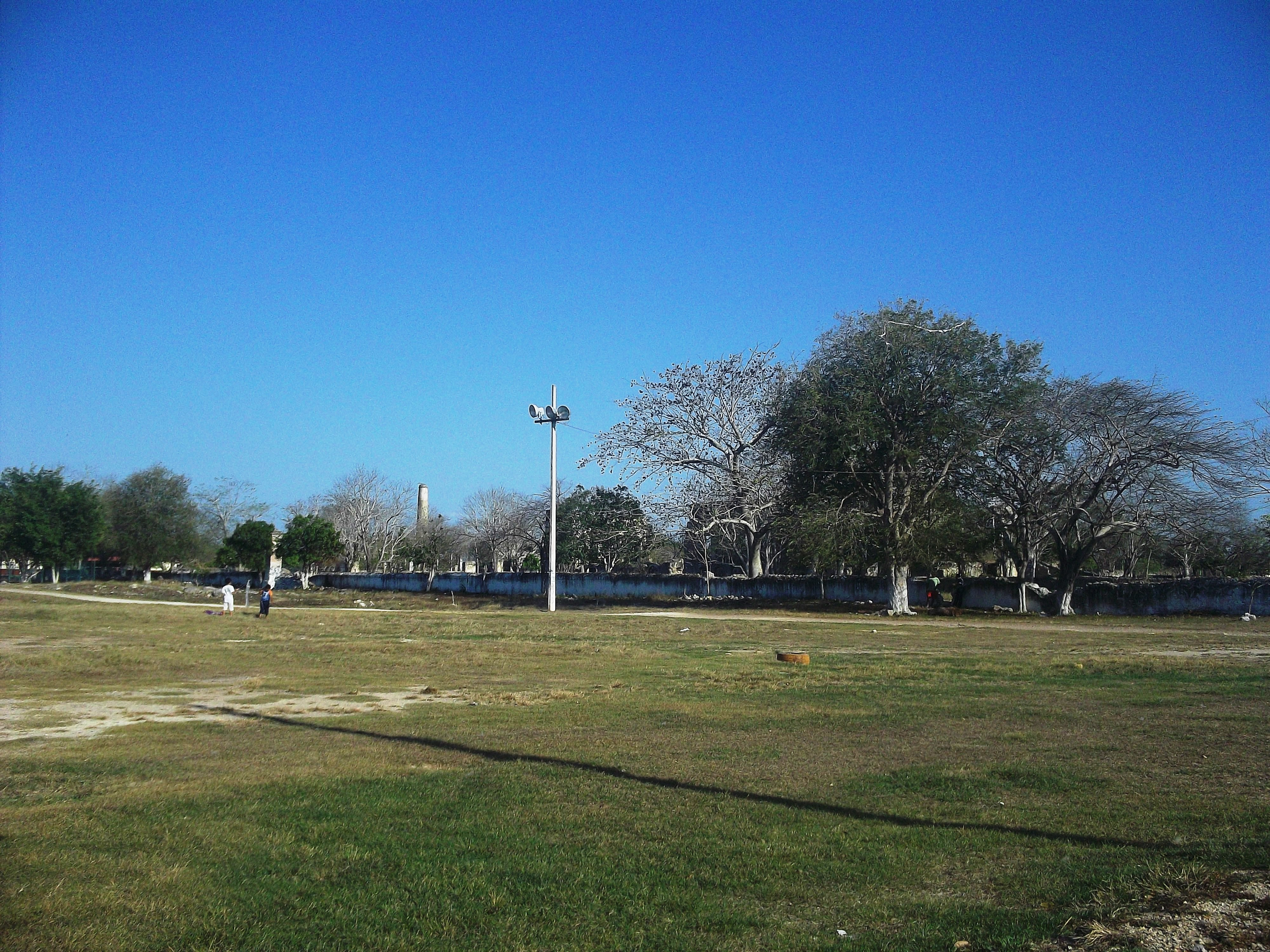
Vista de la hacienda Xcuyún.
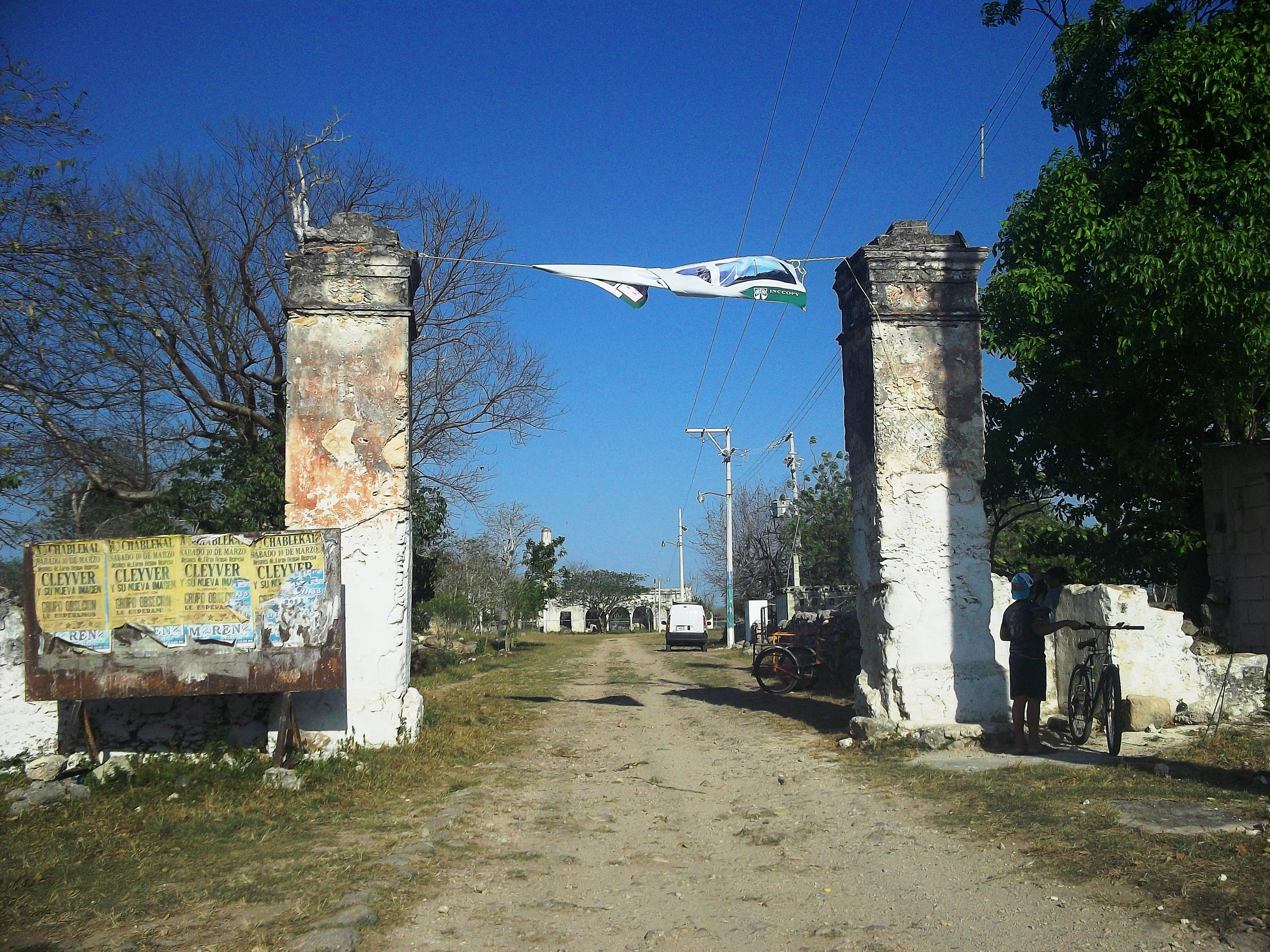
Vista de la hacienda Xcuyún.
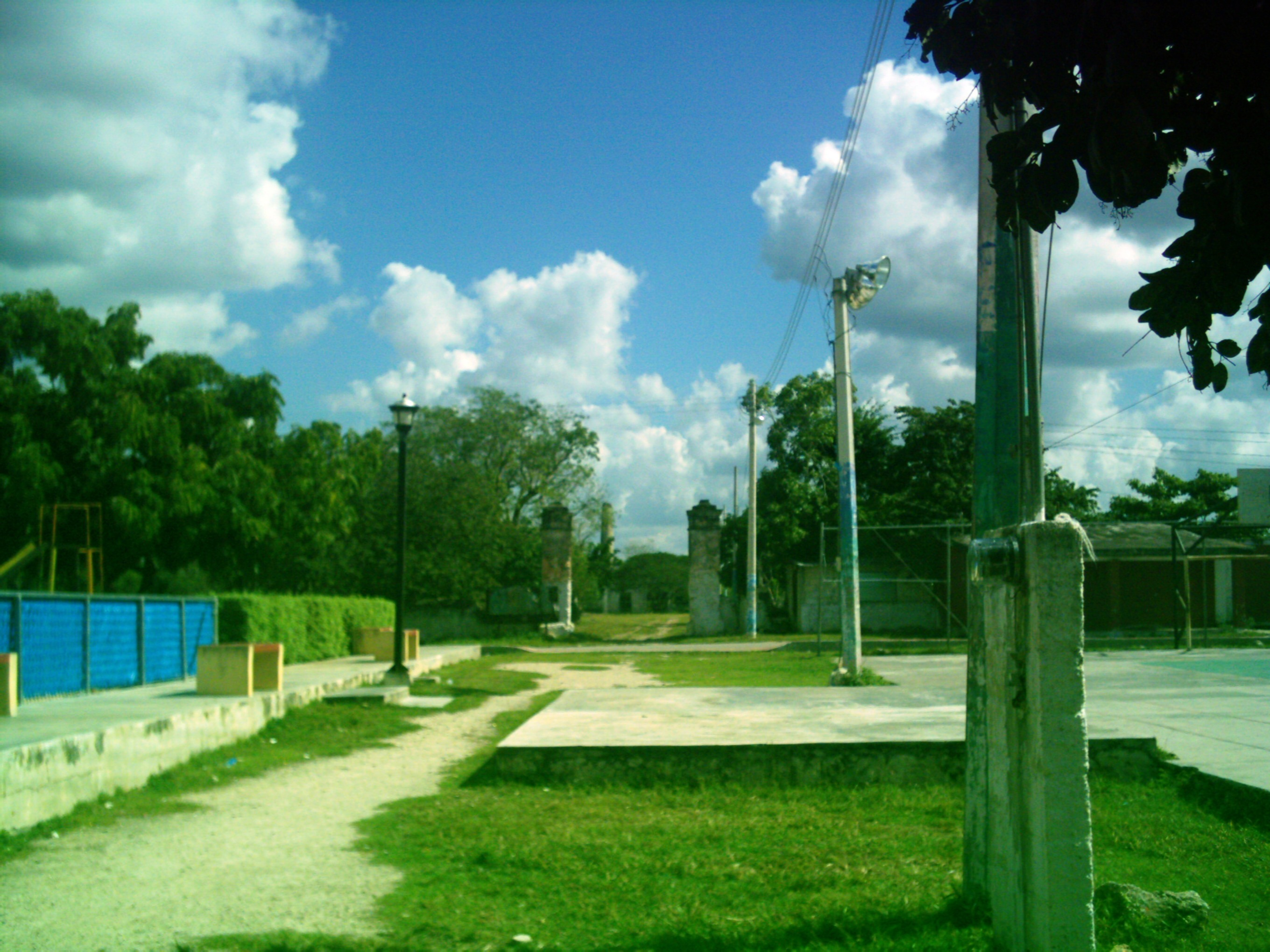
Vista de la hacienda Xcuyún.
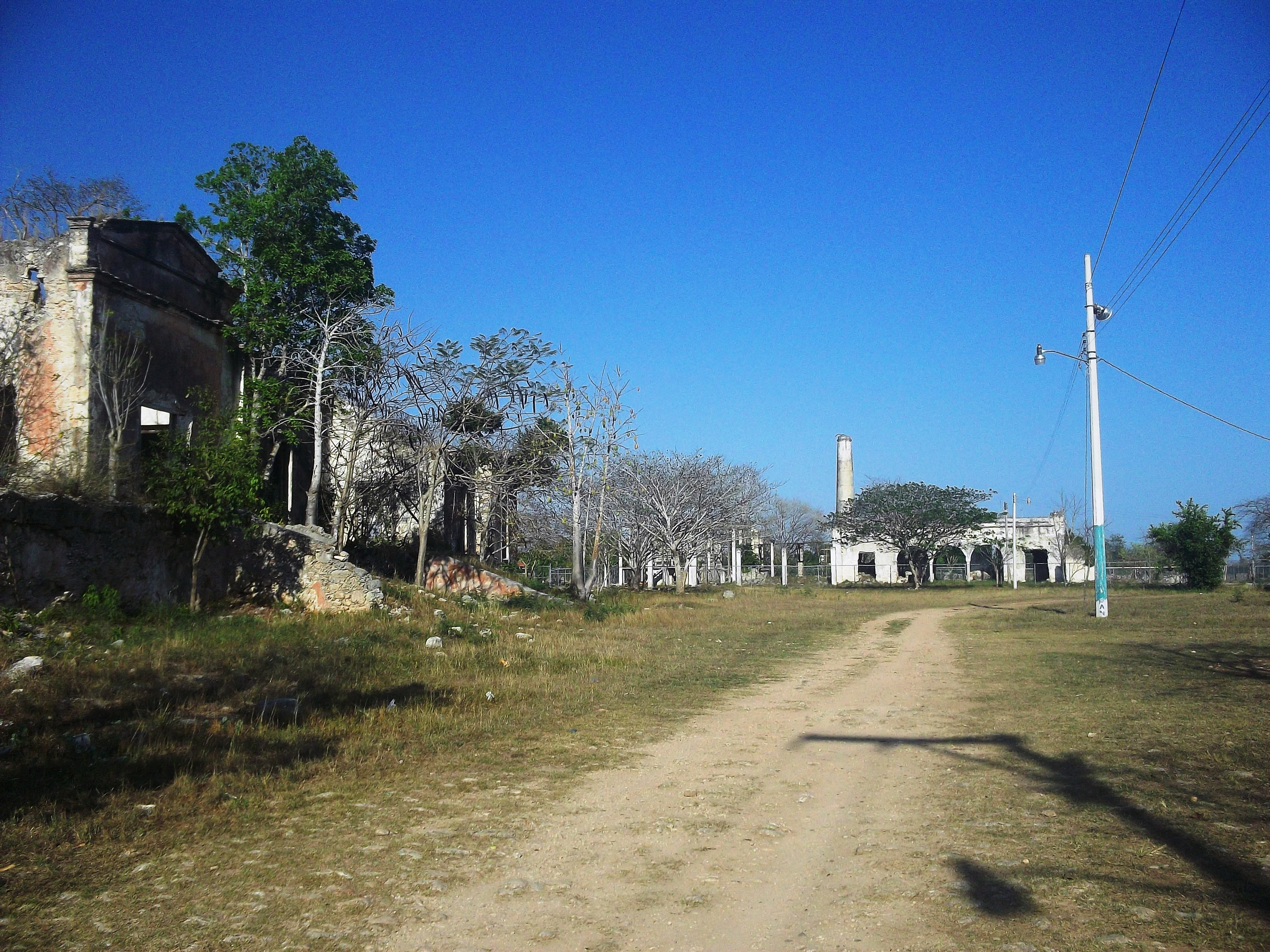
Vista de la hacienda Xcuyún.
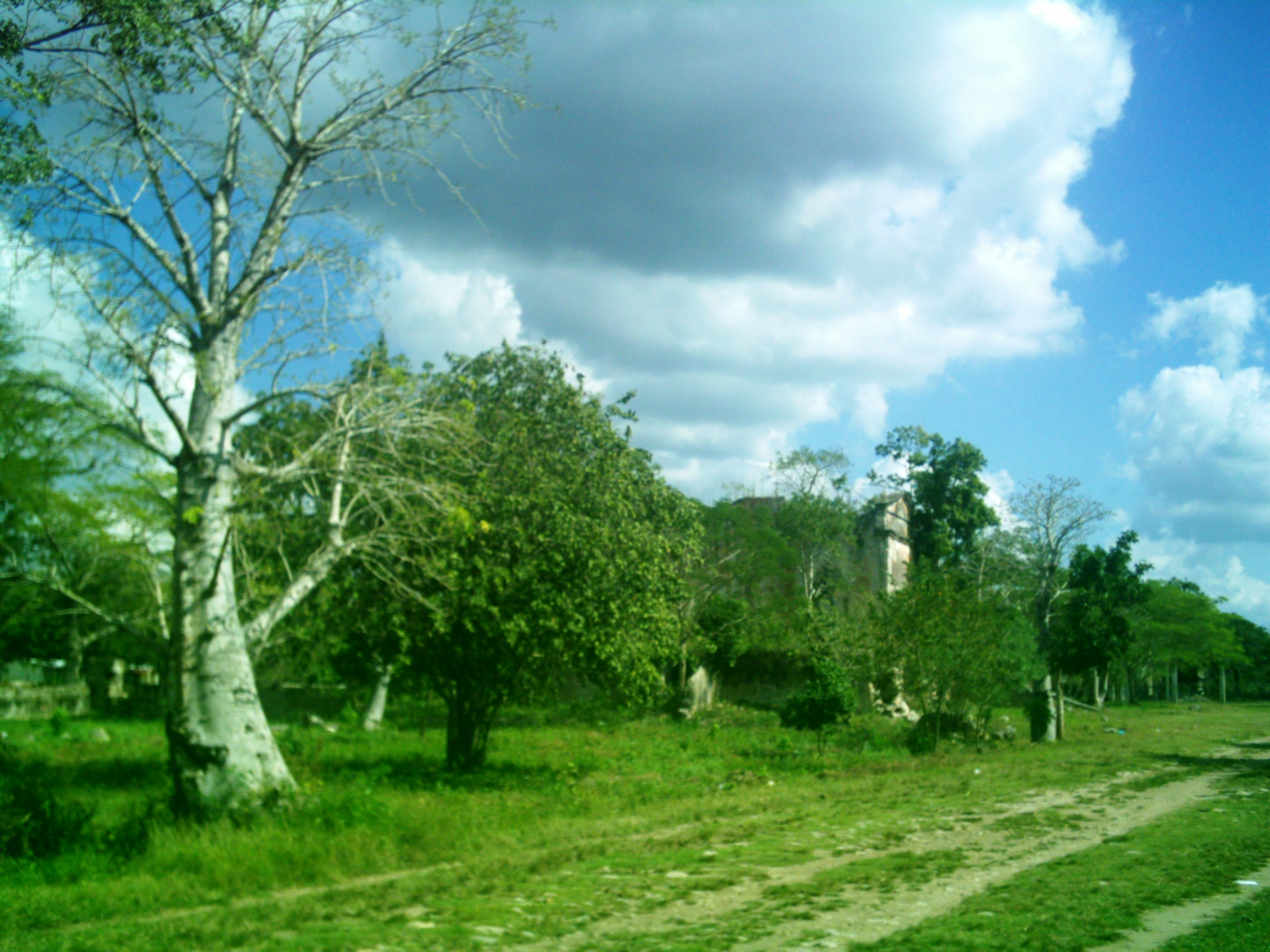
Vista de la hacienda Xcuyún.
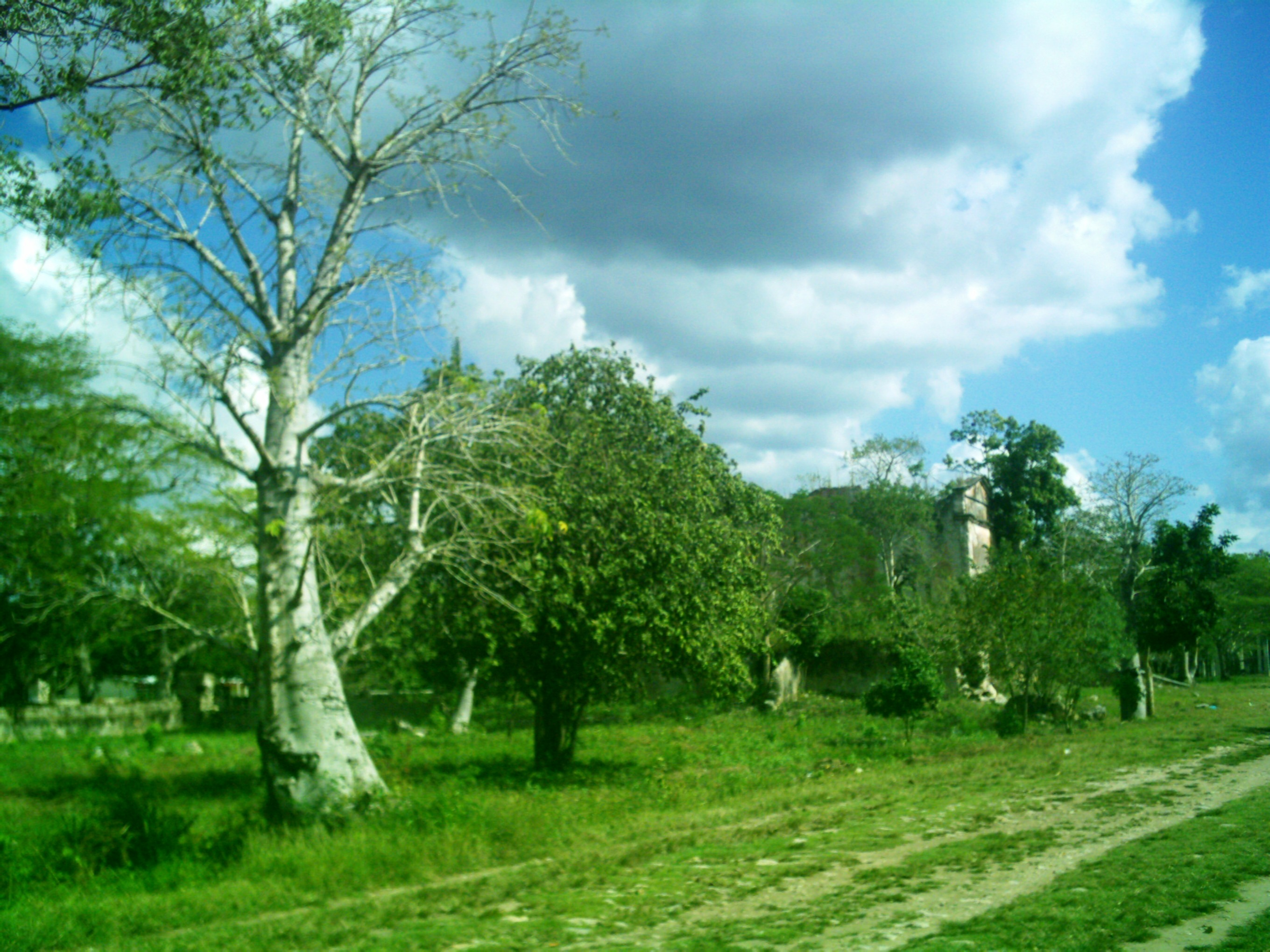
Vista de la hacienda Xcuyún.
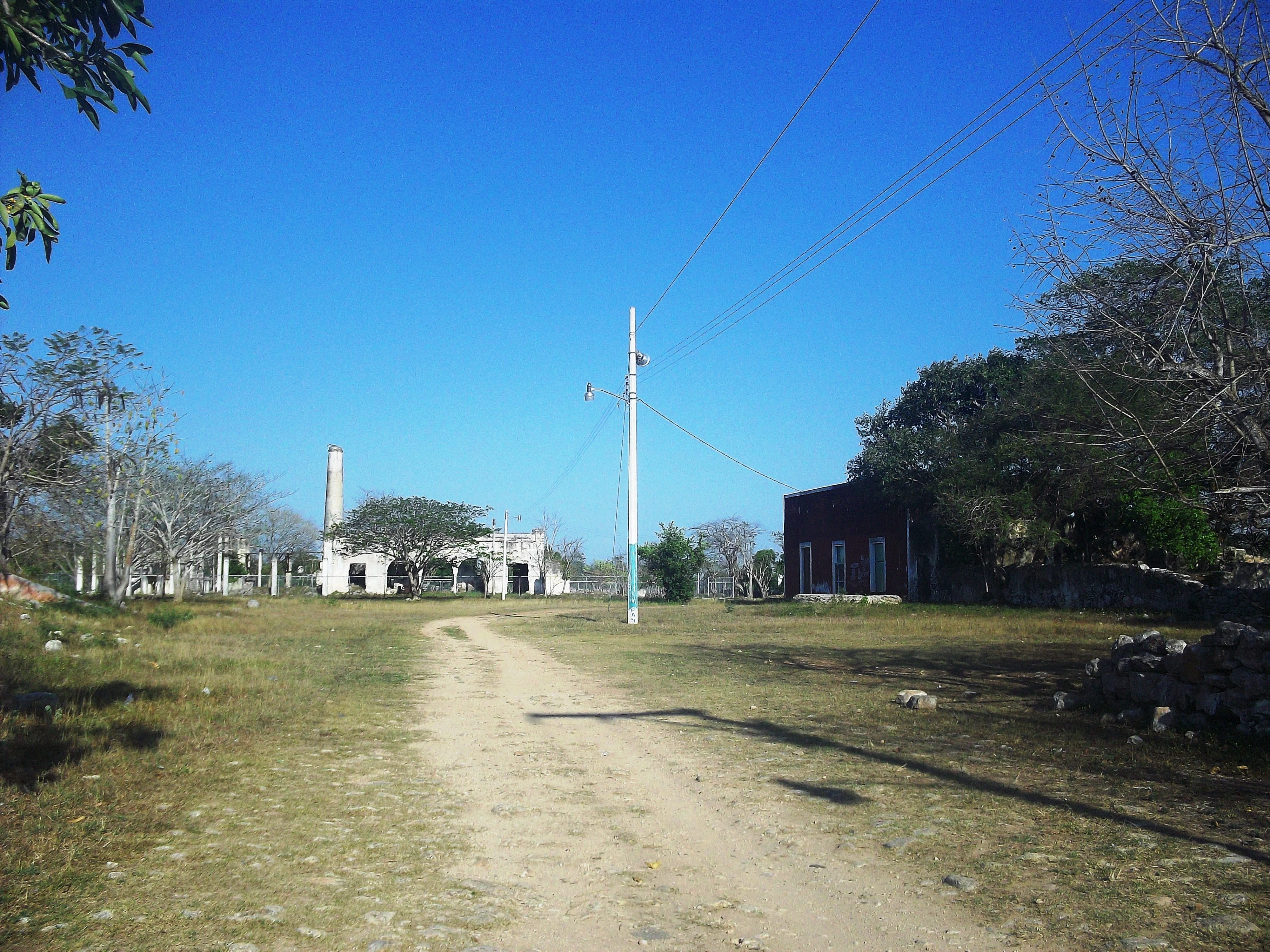
Vista de la hacienda Xcuyún.
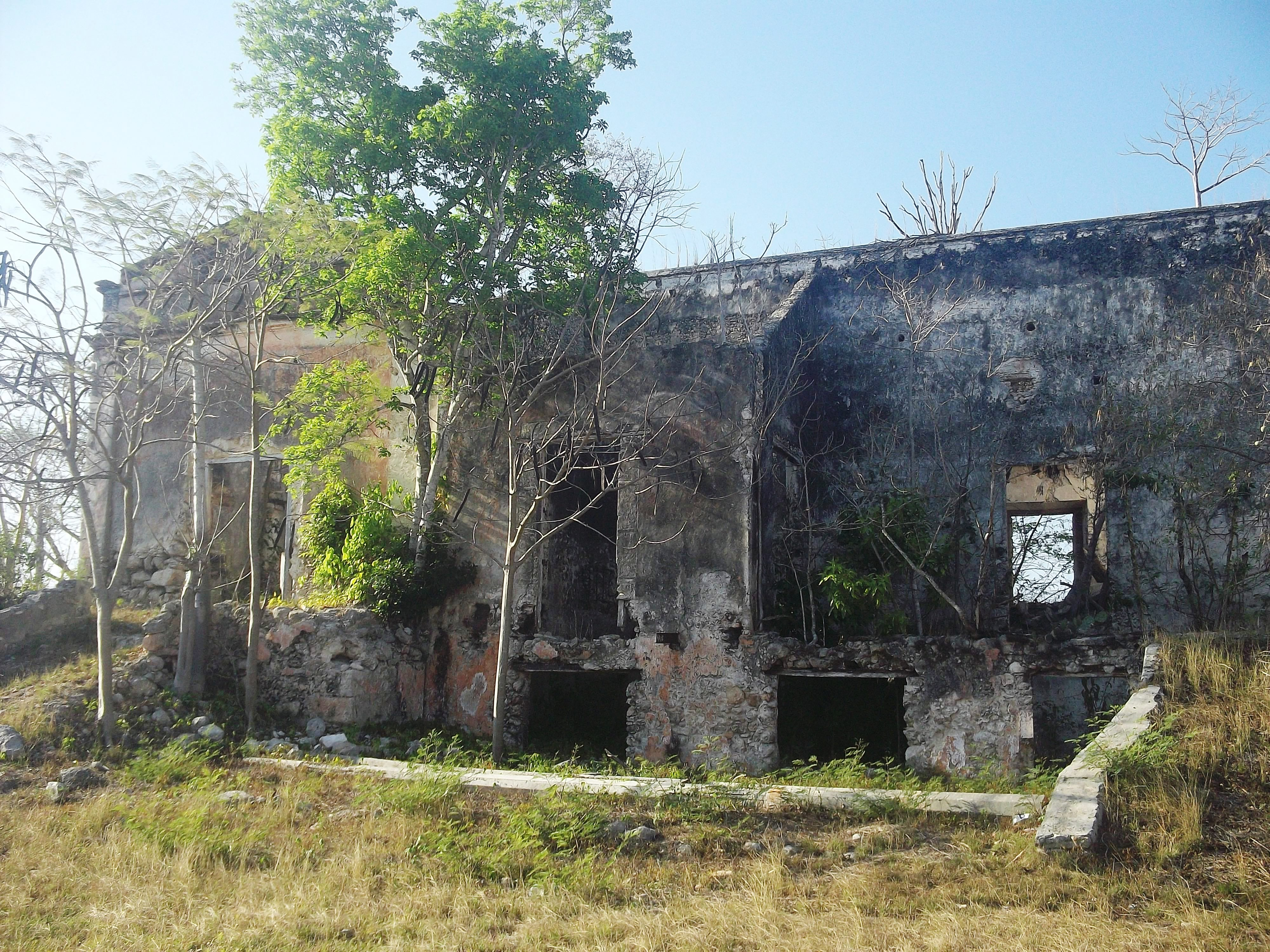
Vista de la hacienda Xcuyún.
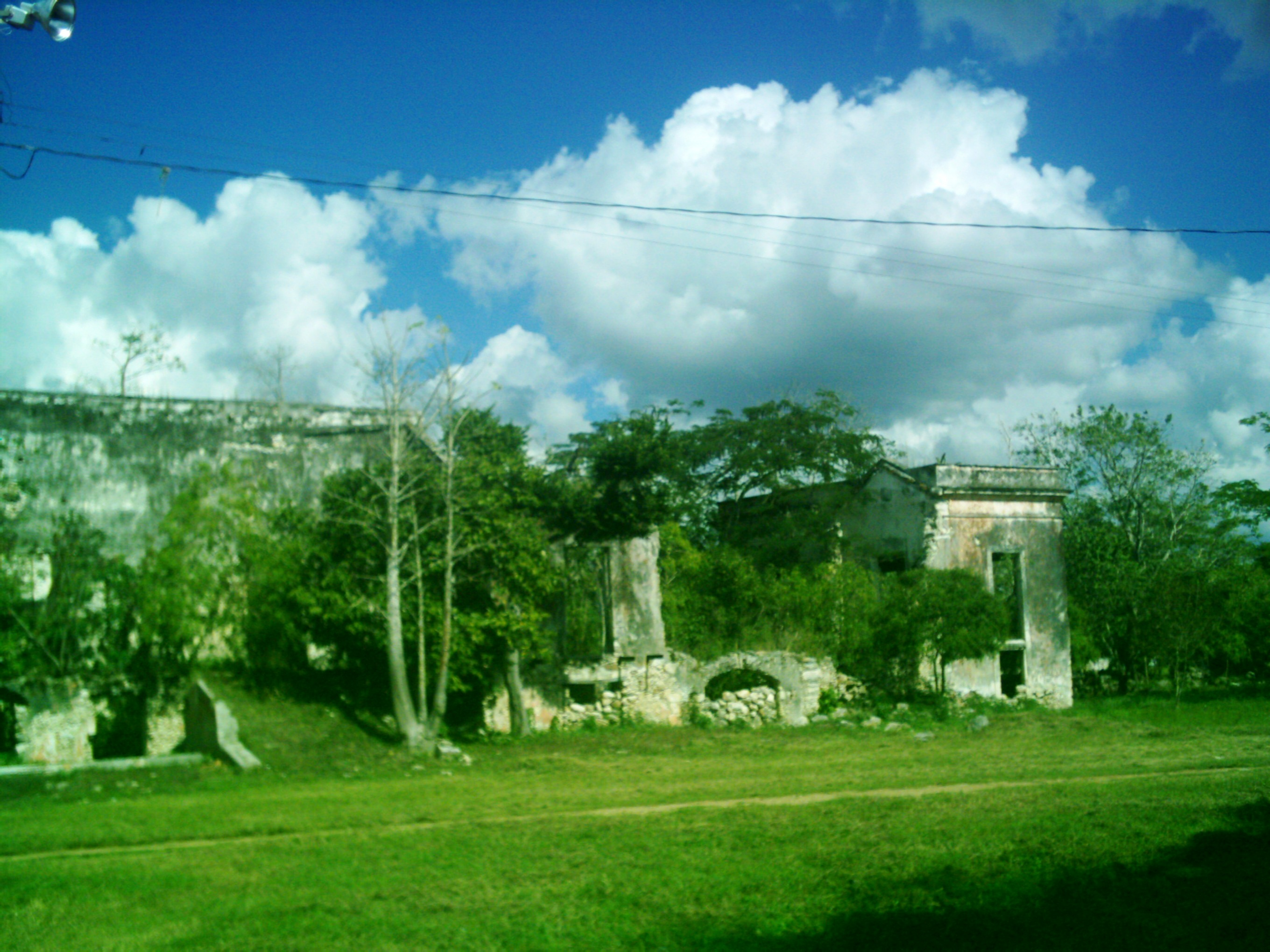
Vista de la hacienda Xcuyún.
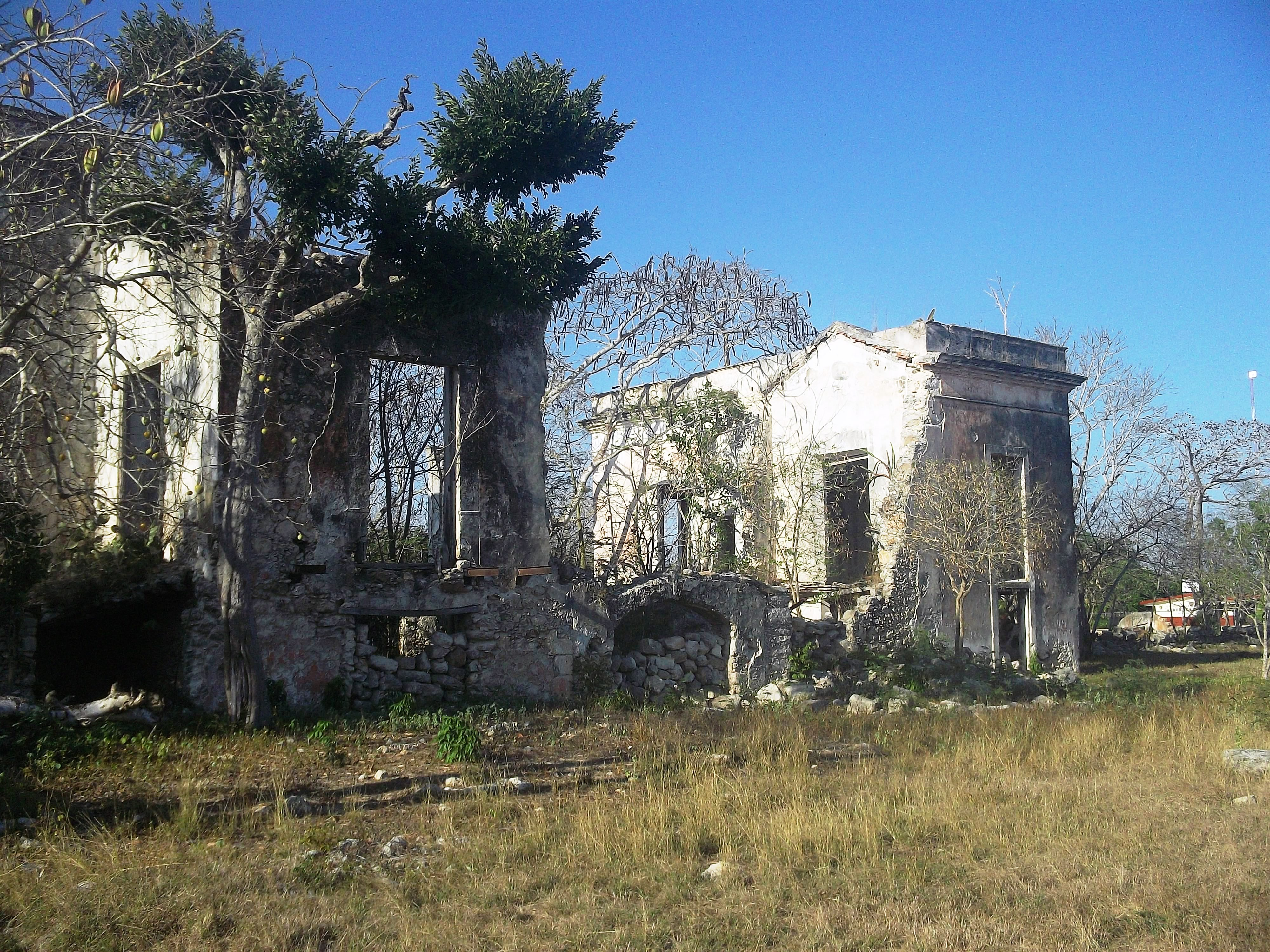
Vista de la hacienda Xcuyún.
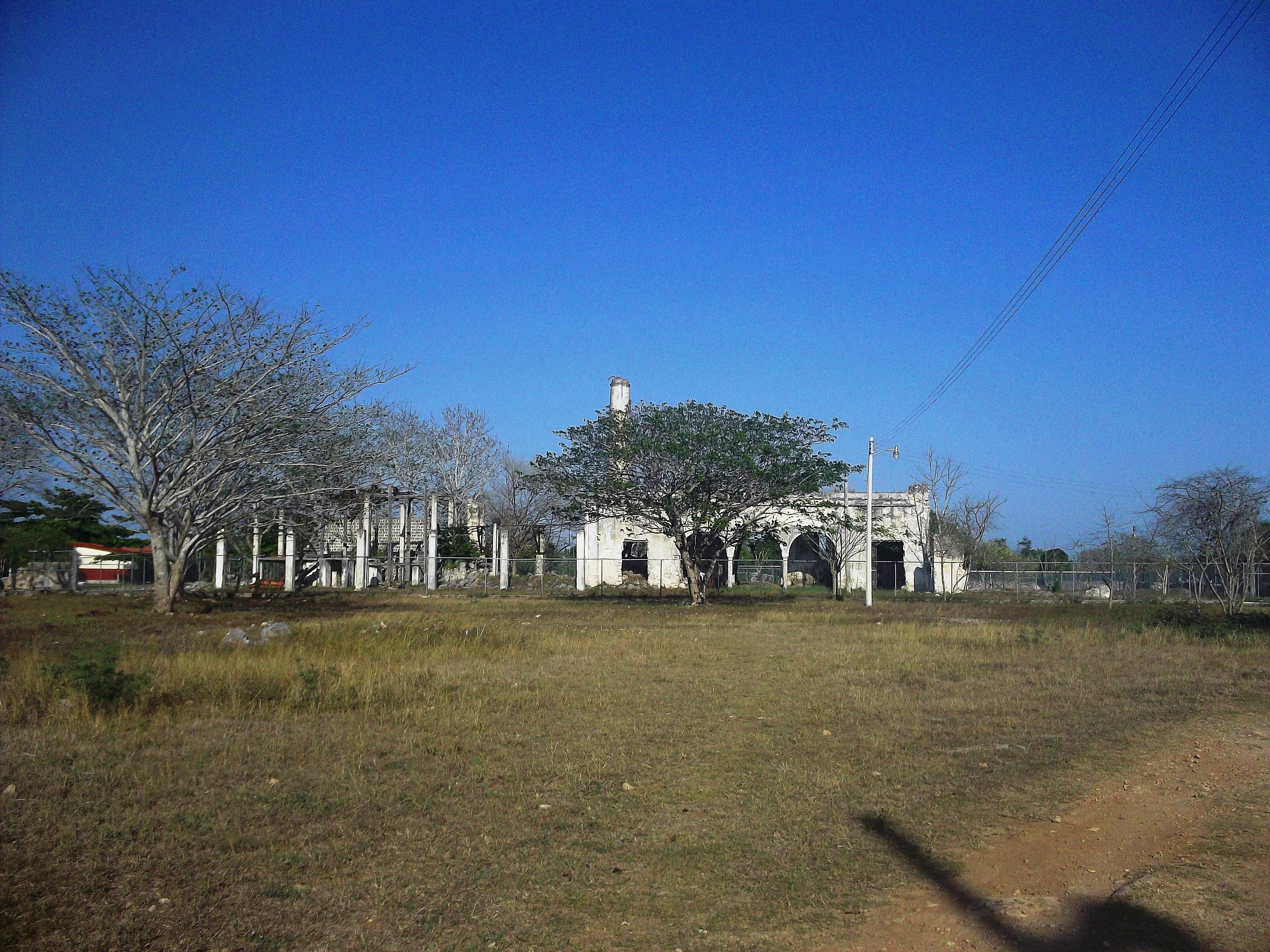
Vista de la hacienda Xcuyún.
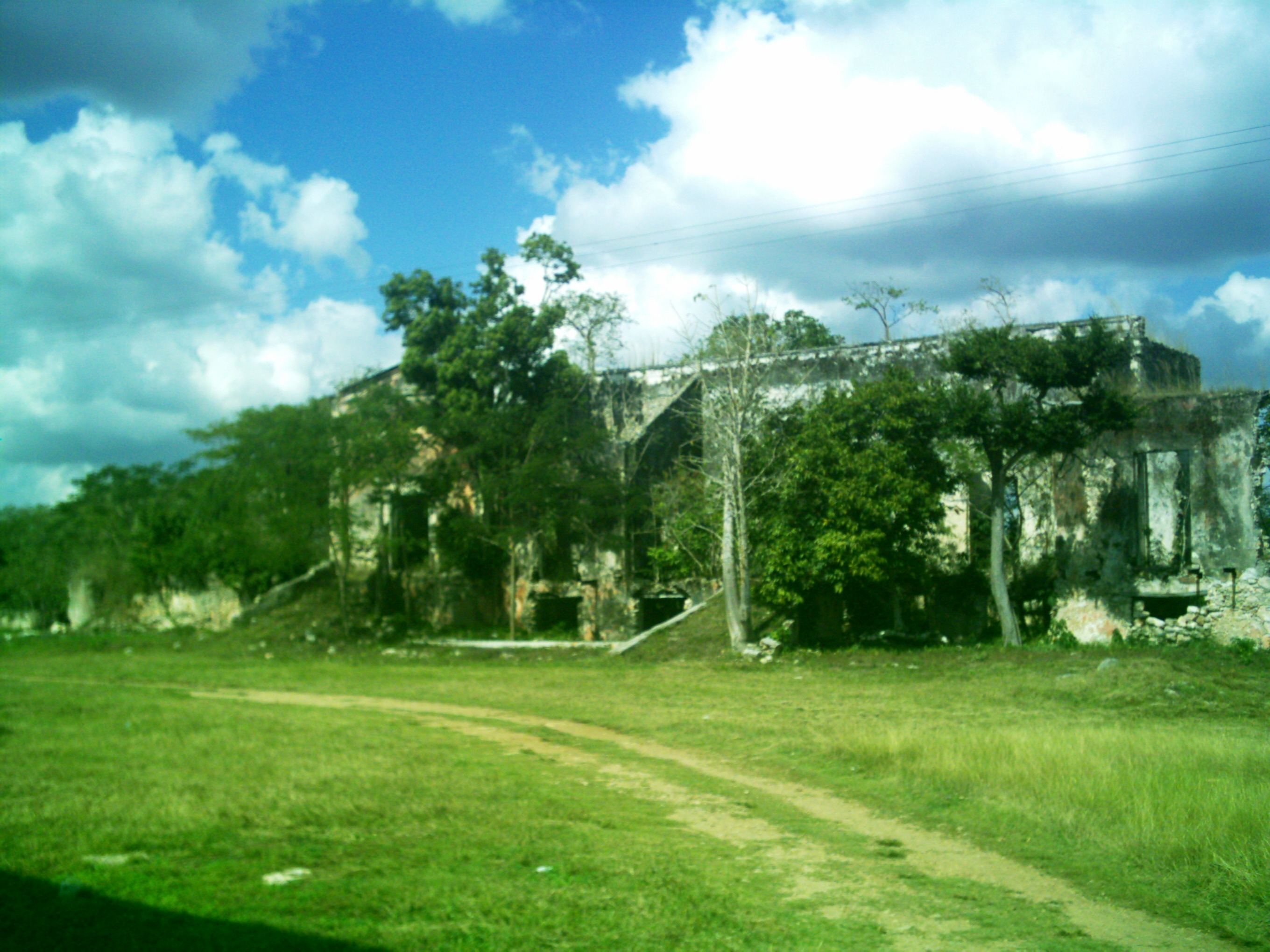
Vista de la hacienda Xcuyún.
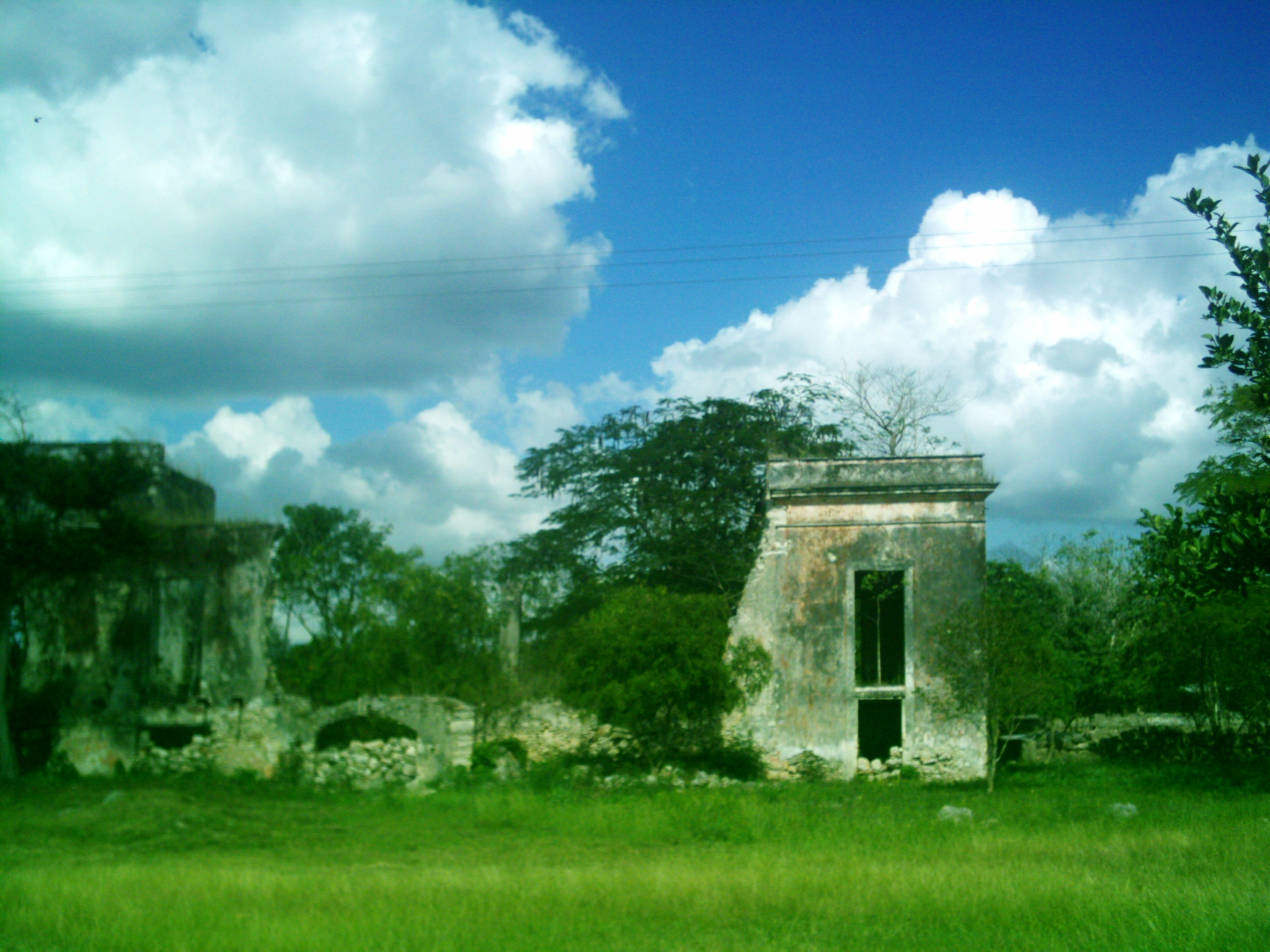
Vista de la hacienda Xcuyún.
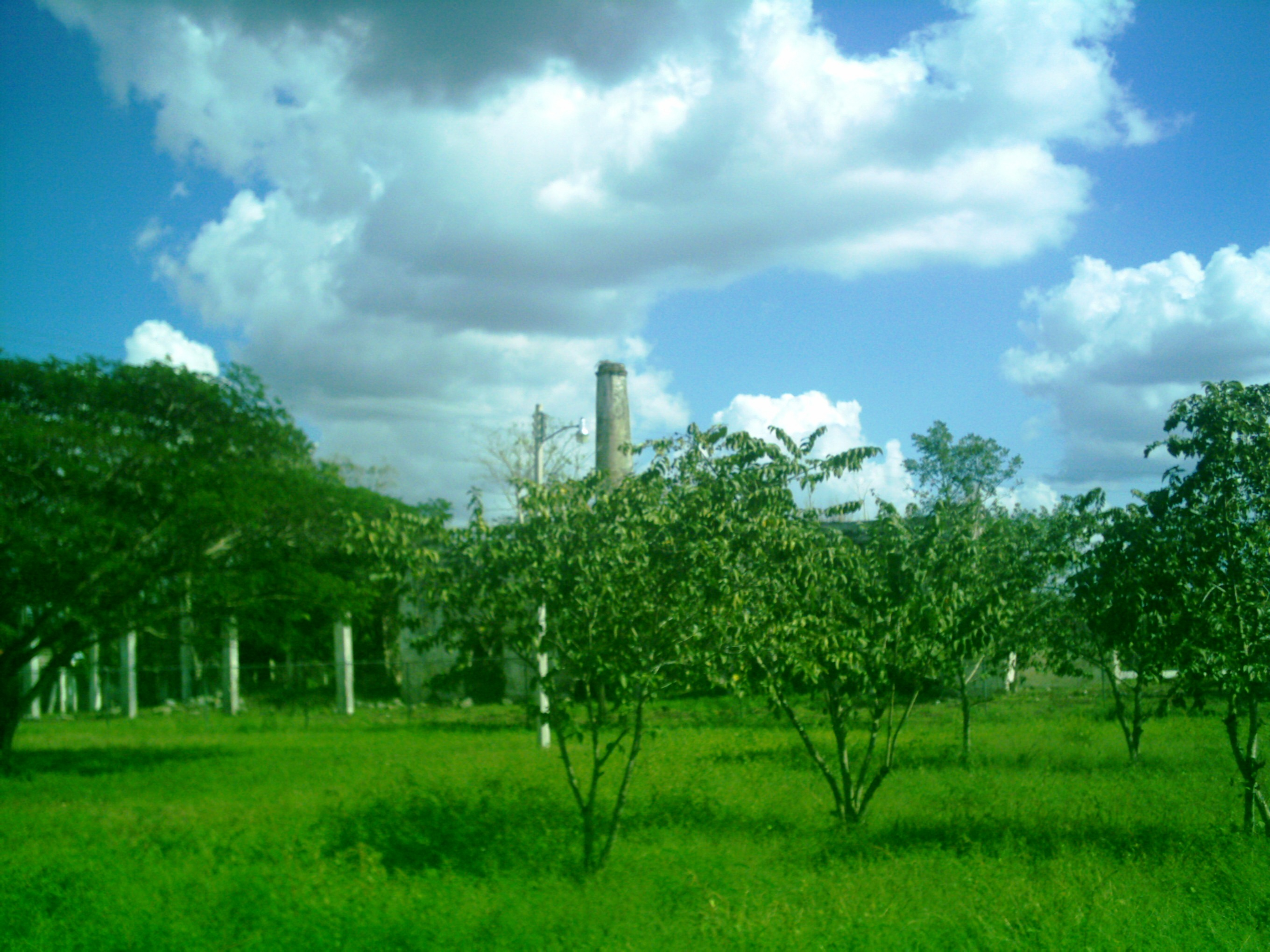
Vista de la hacienda Xcuyún.
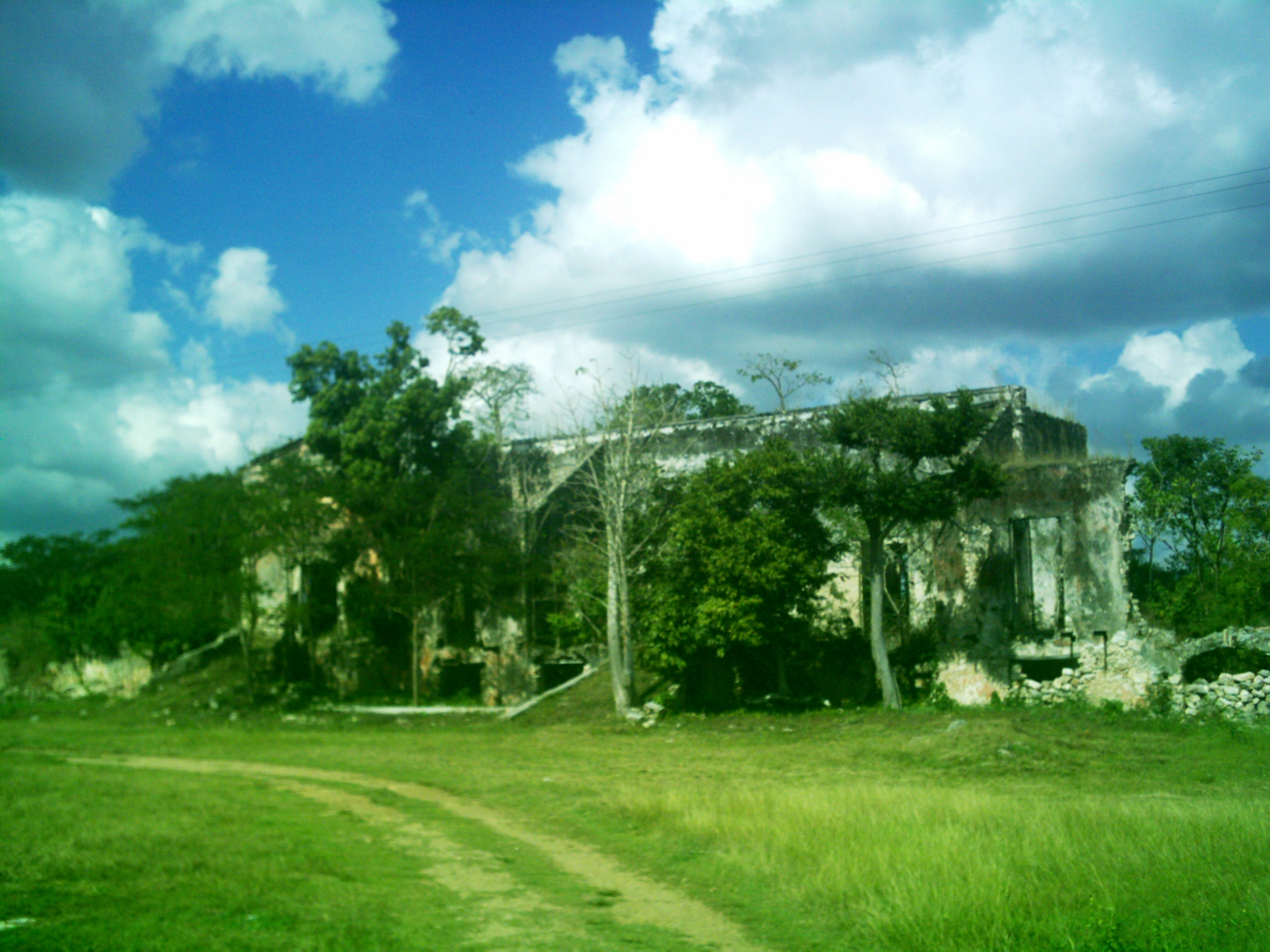
Vista de la hacienda Xcuyún.
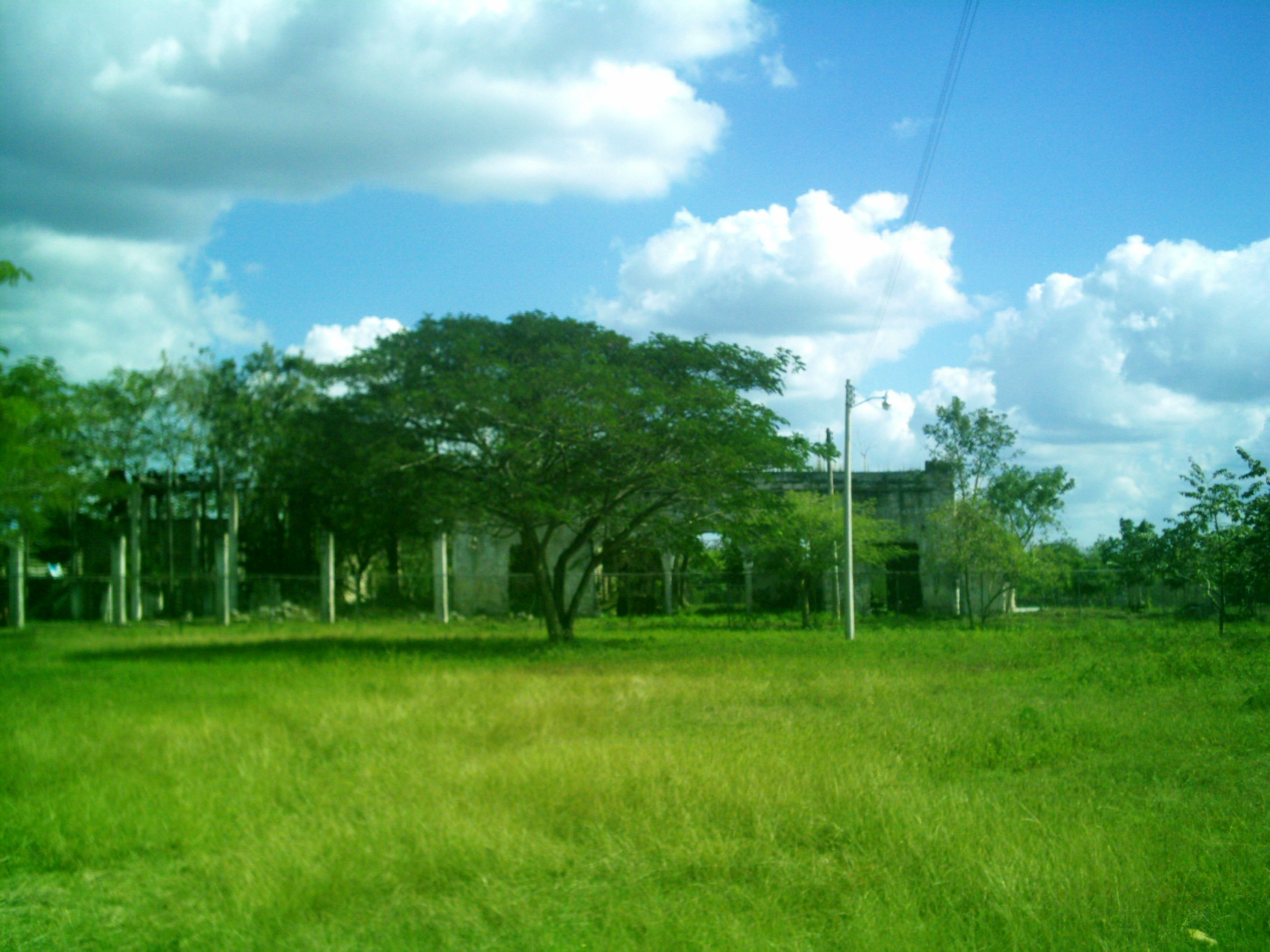
Vista de la hacienda Xcuyún.
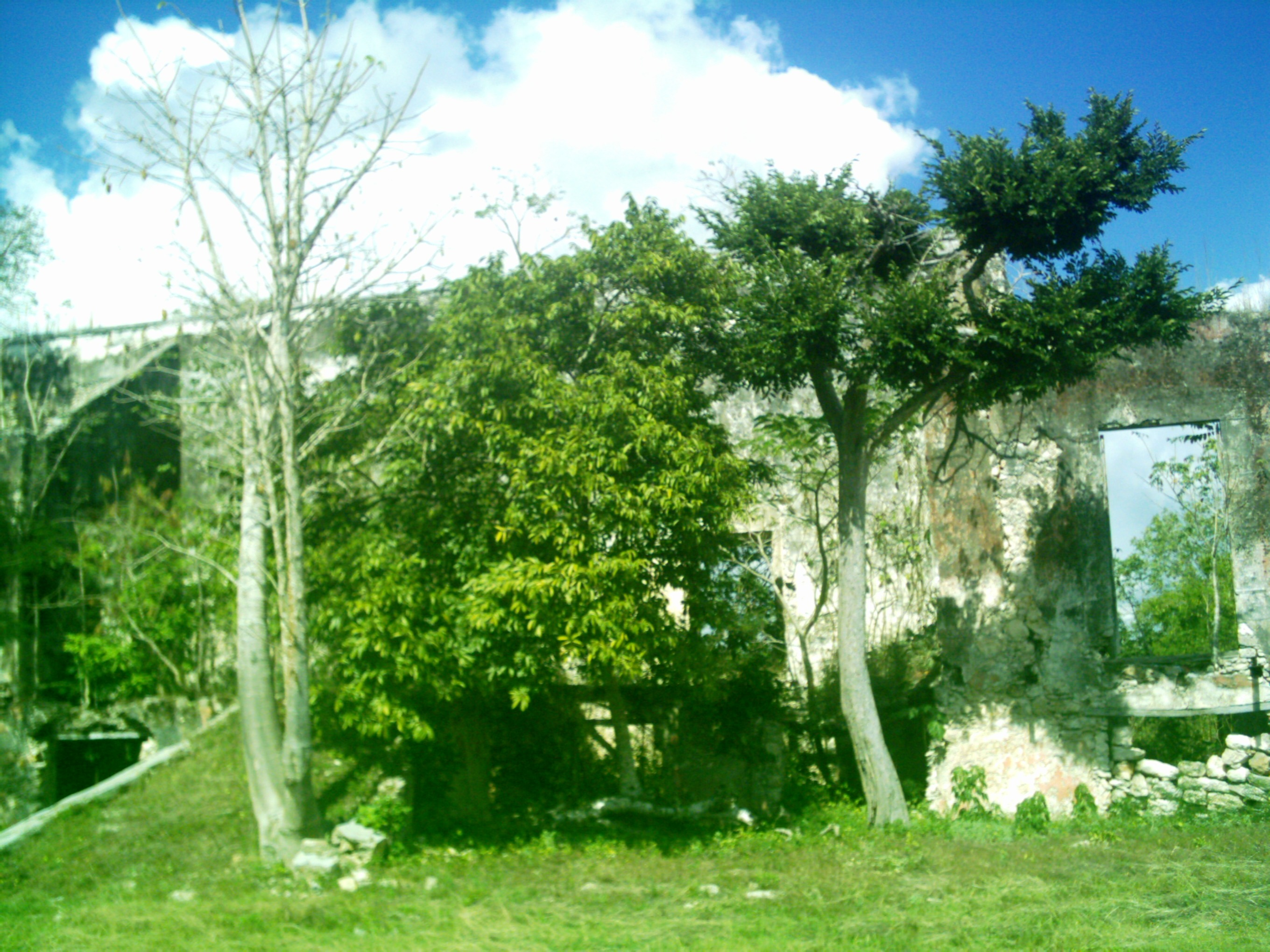
Vista de la hacienda Xcuyún.
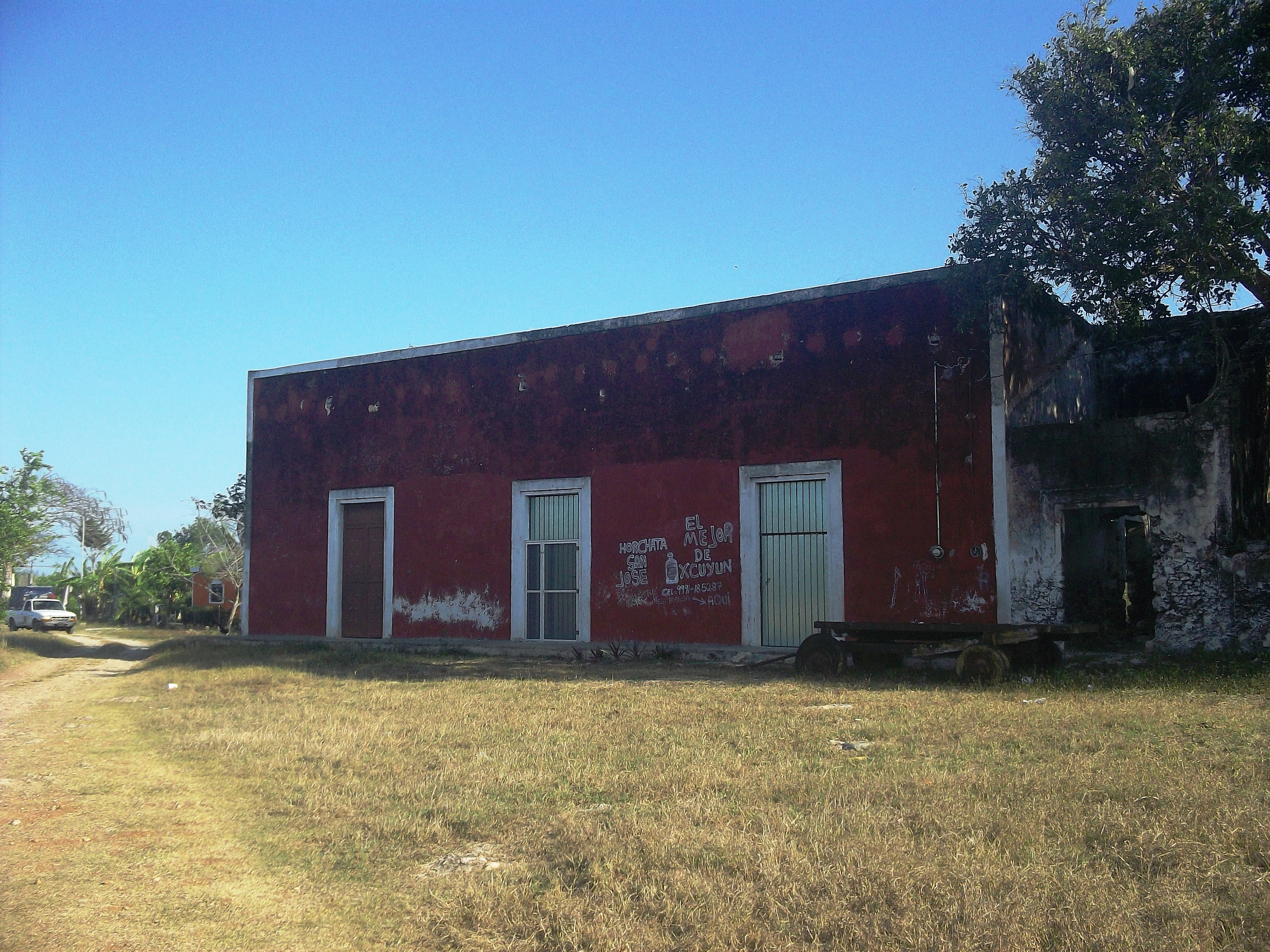
Vista de la hacienda Xcuyún.
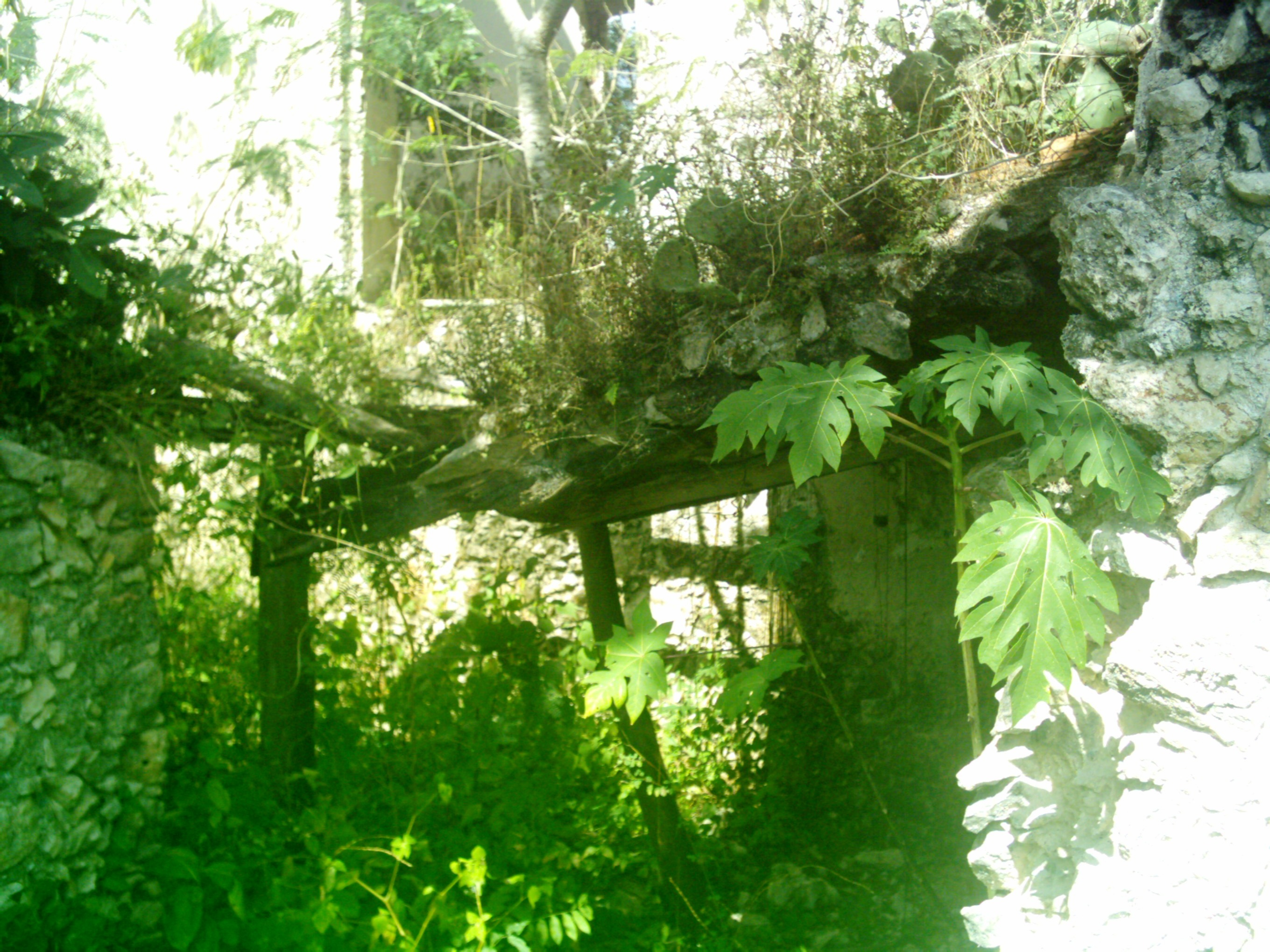
Vista de la hacienda Xcuyún.
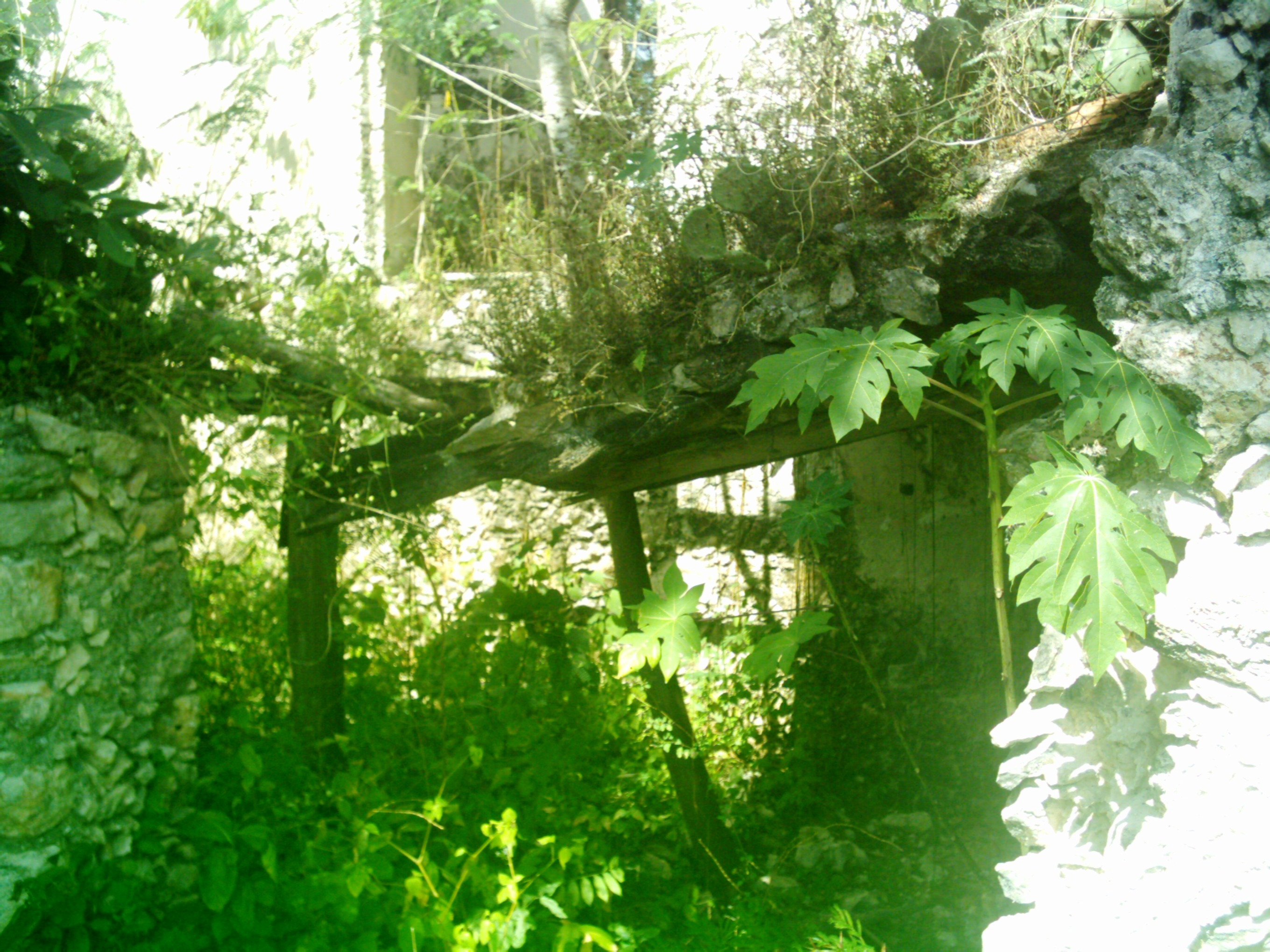
Vista de la hacienda Xcuyún.
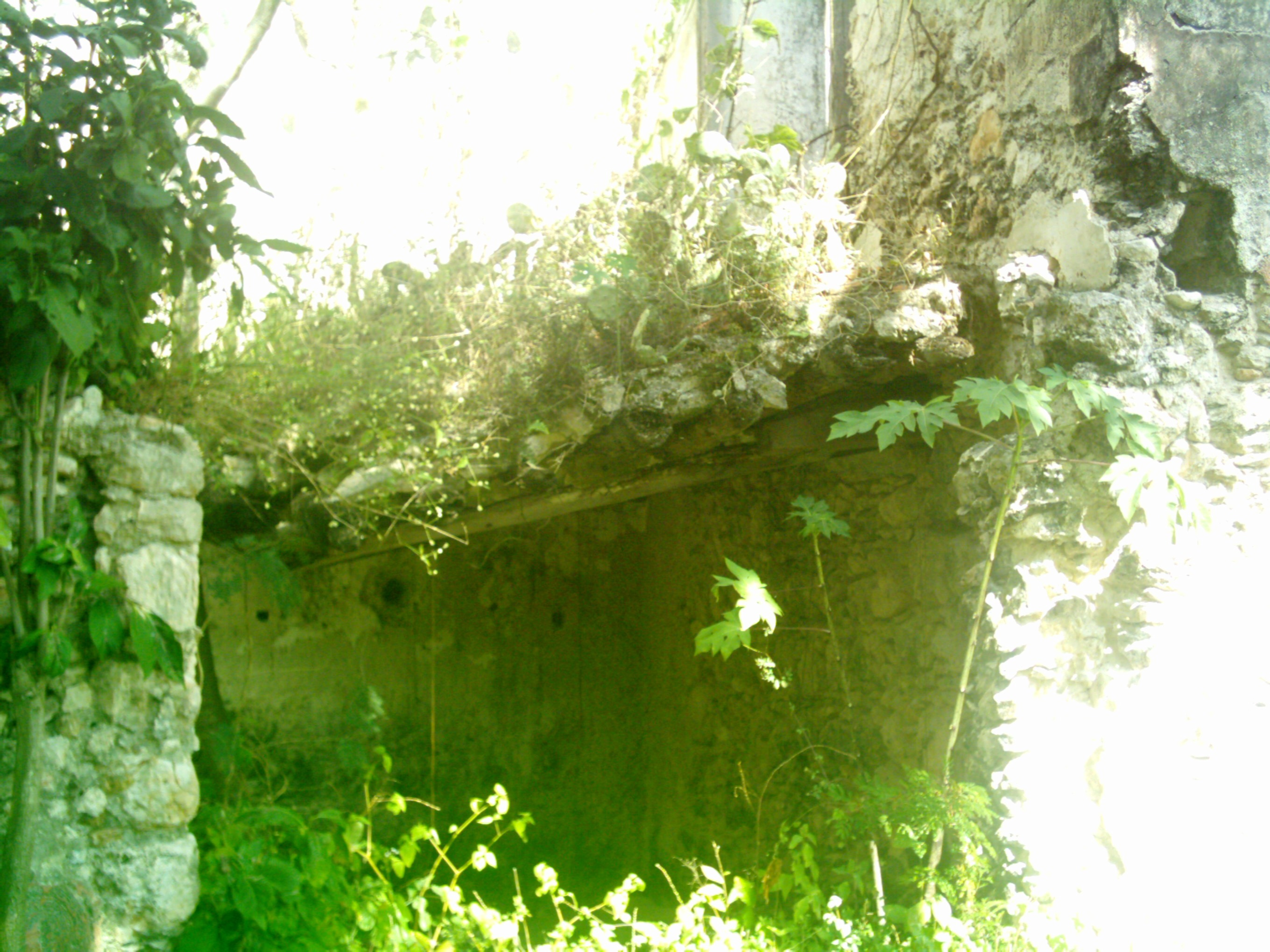
Vista de la hacienda Xcuyún.
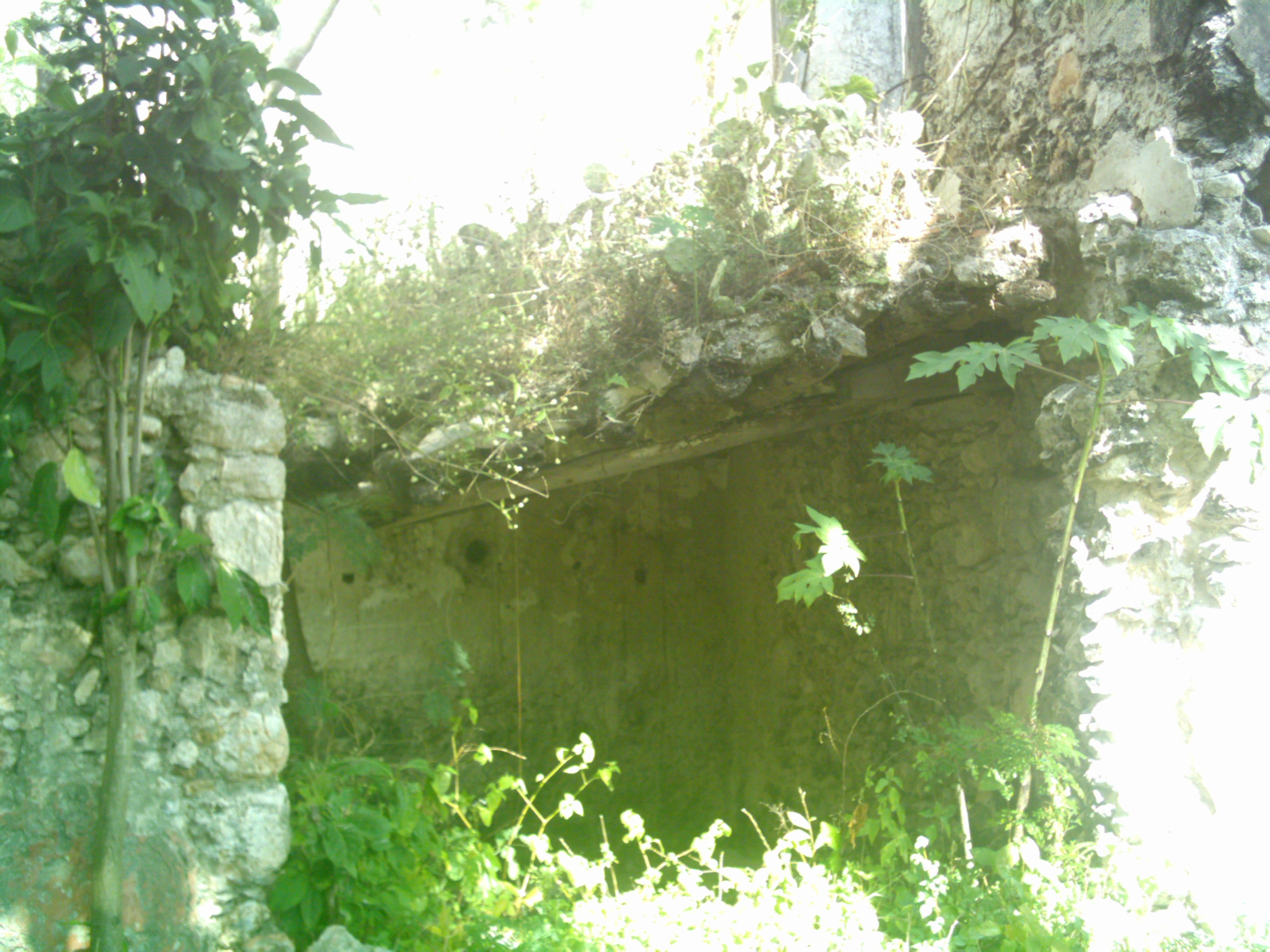
Vista de la hacienda Xcuyún.
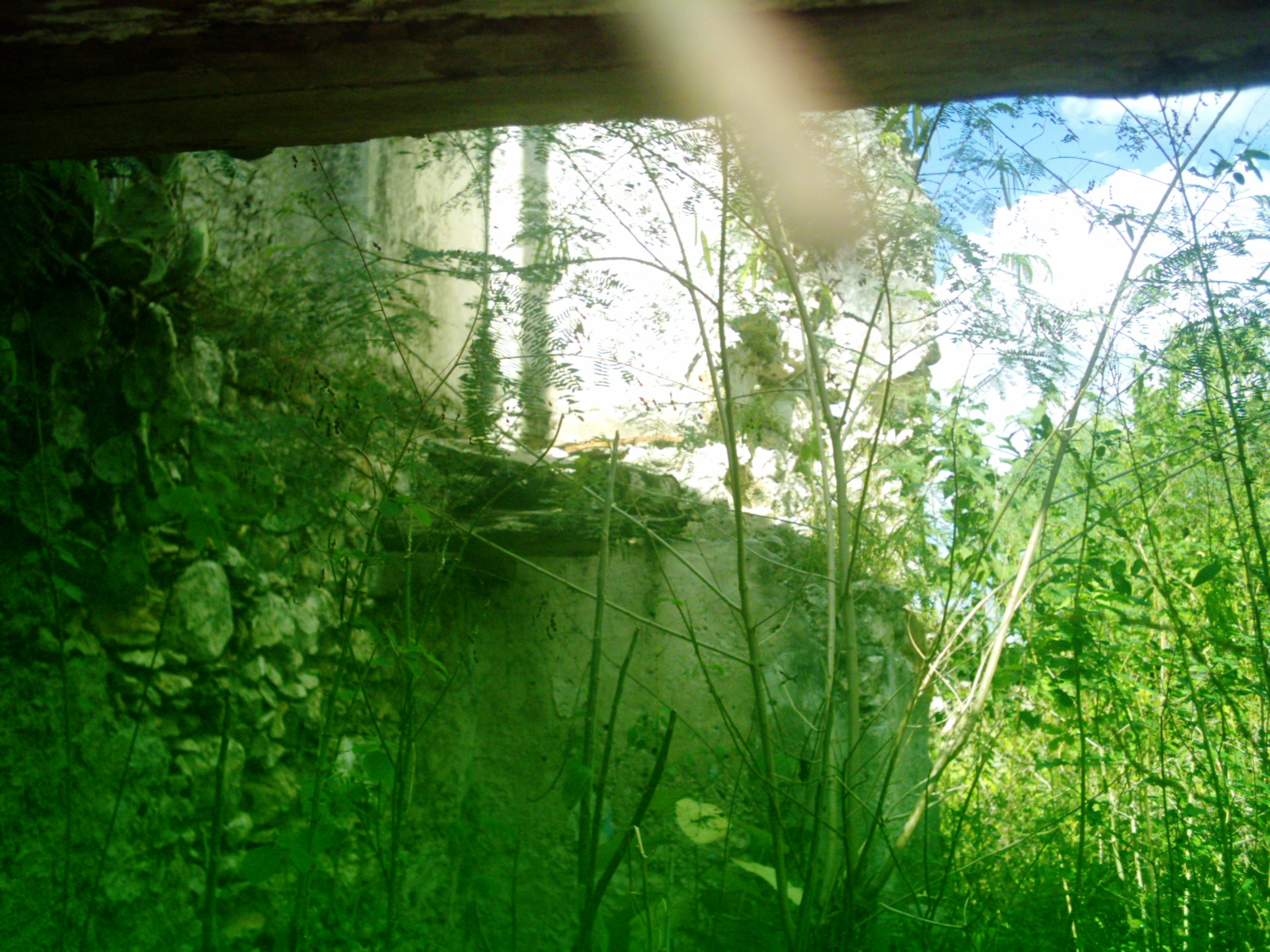
Vista de la hacienda Xcuyún.
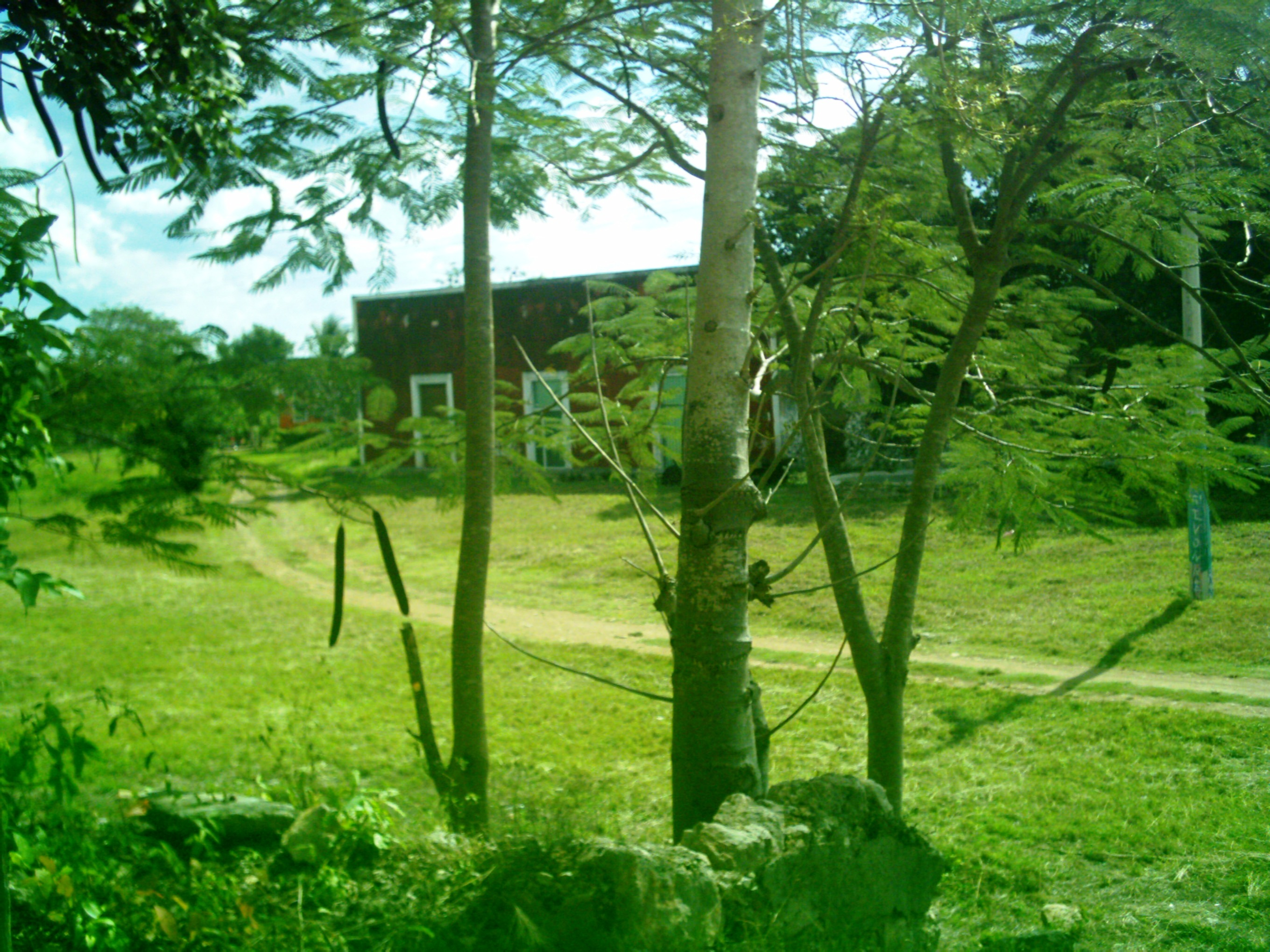
Vista de la hacienda Xcuyún.
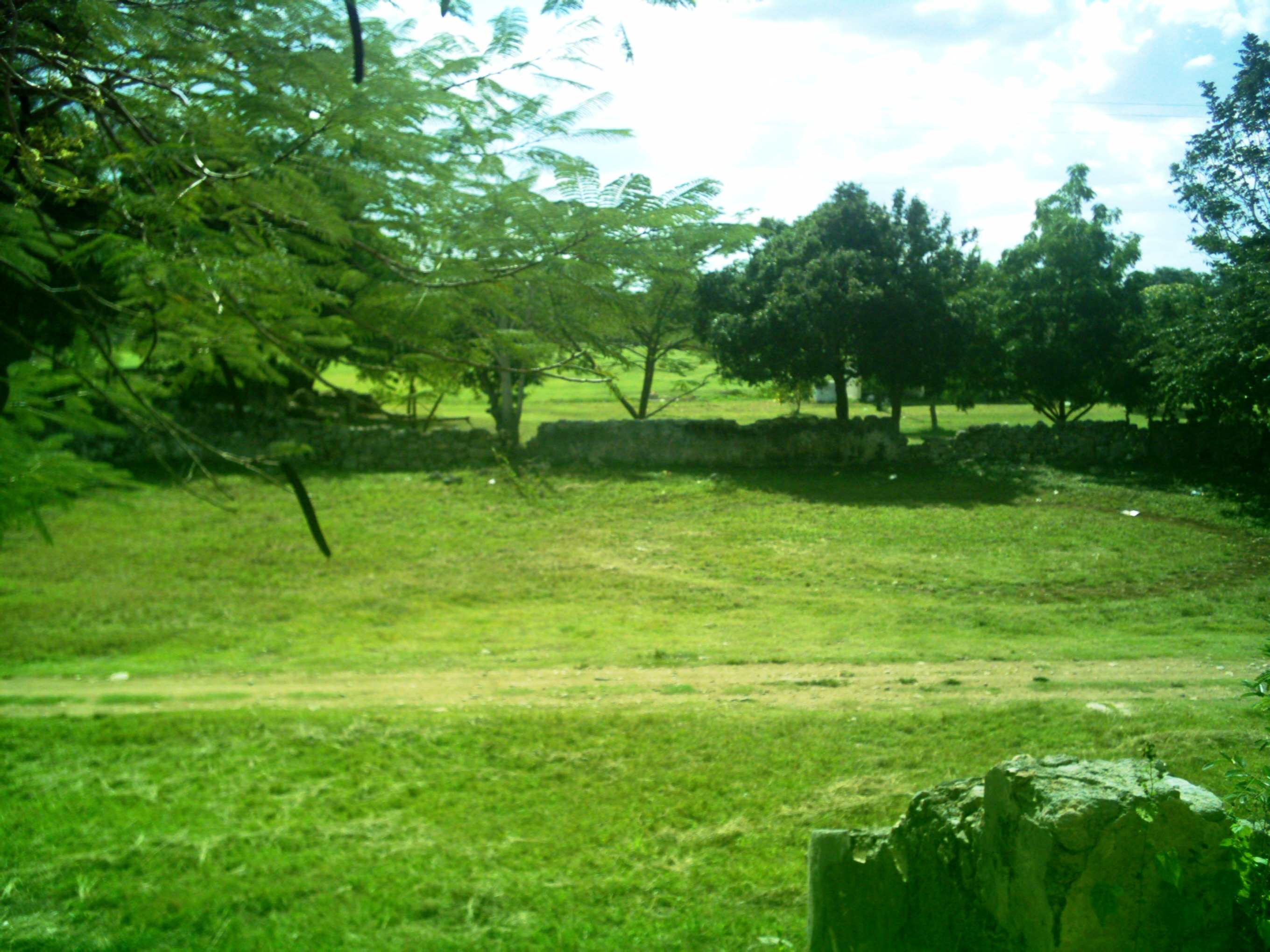
Vista de la hacienda Xcuyún.
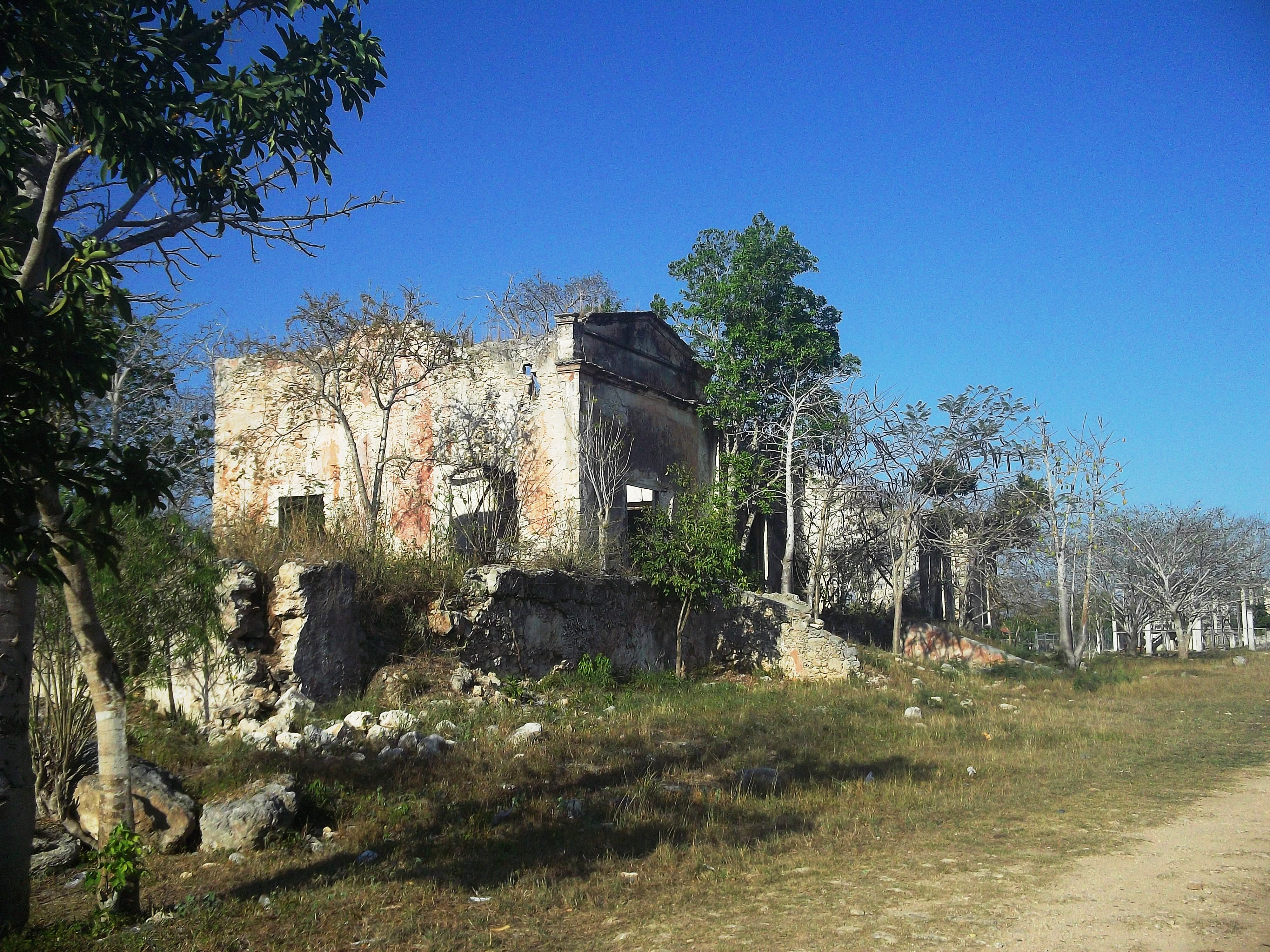
Vista de la hacienda Xcuyún.
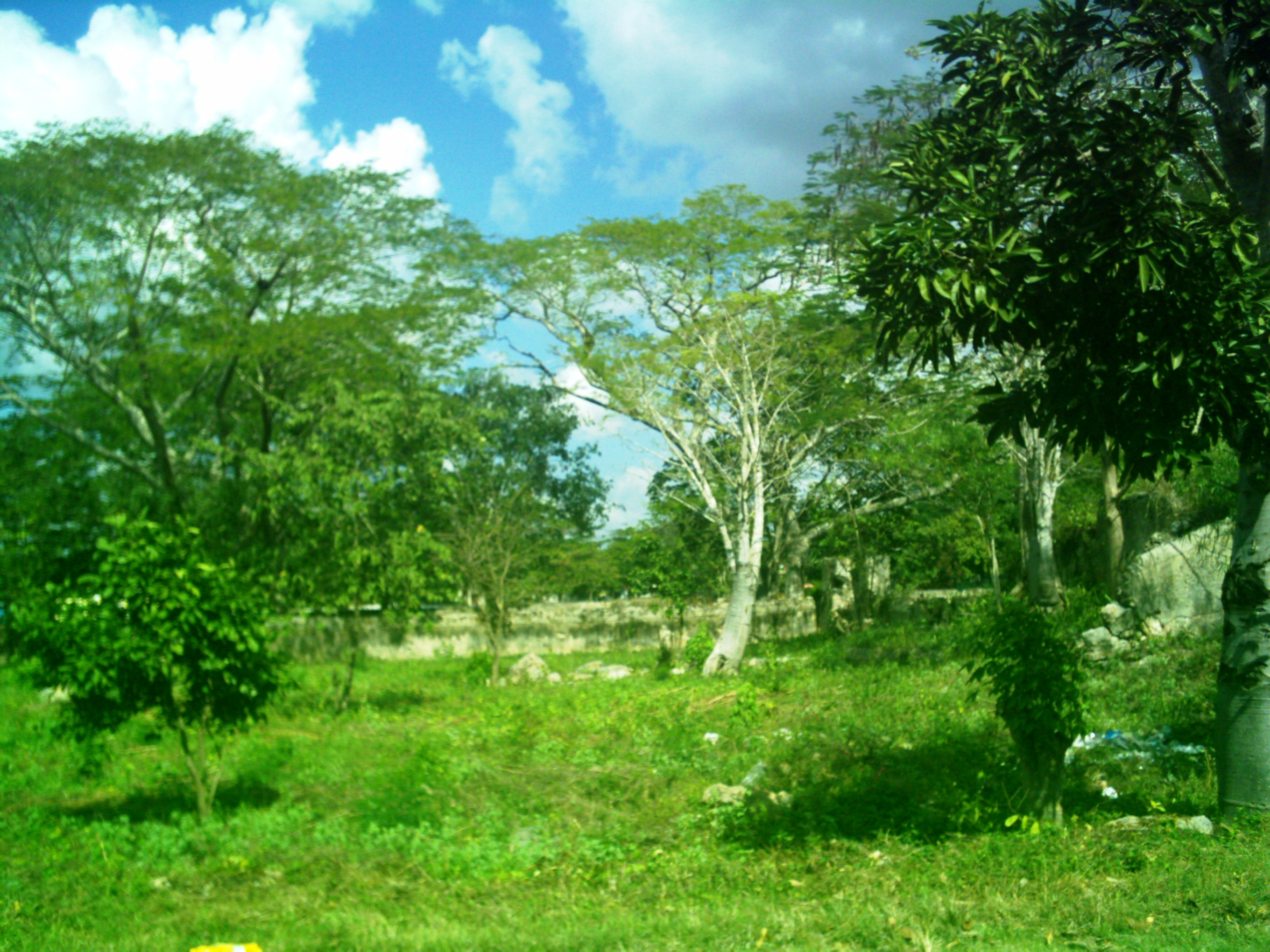
Vista de la hacienda Xcuyún.
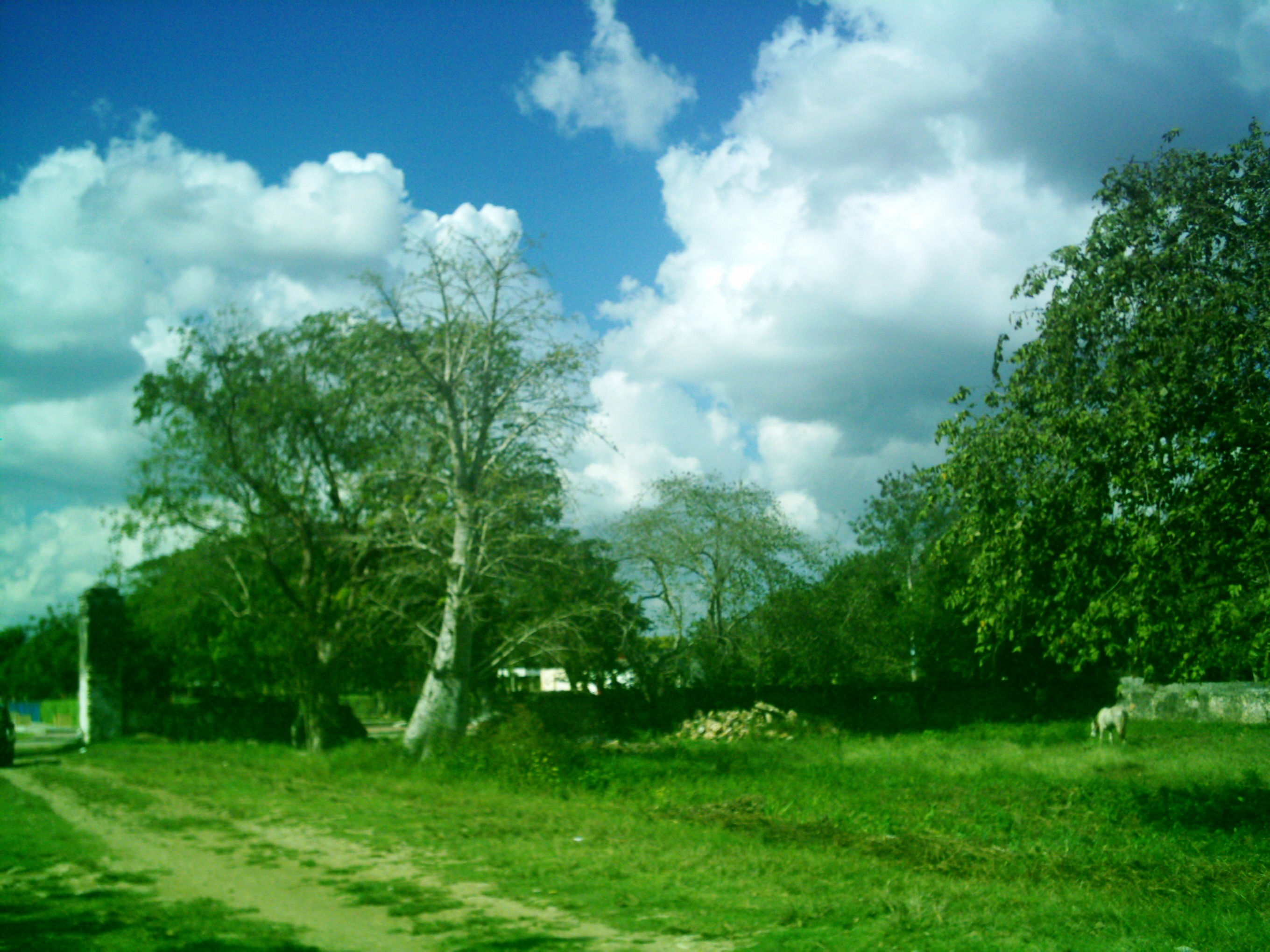
Vista de la hacienda Xcuyún.
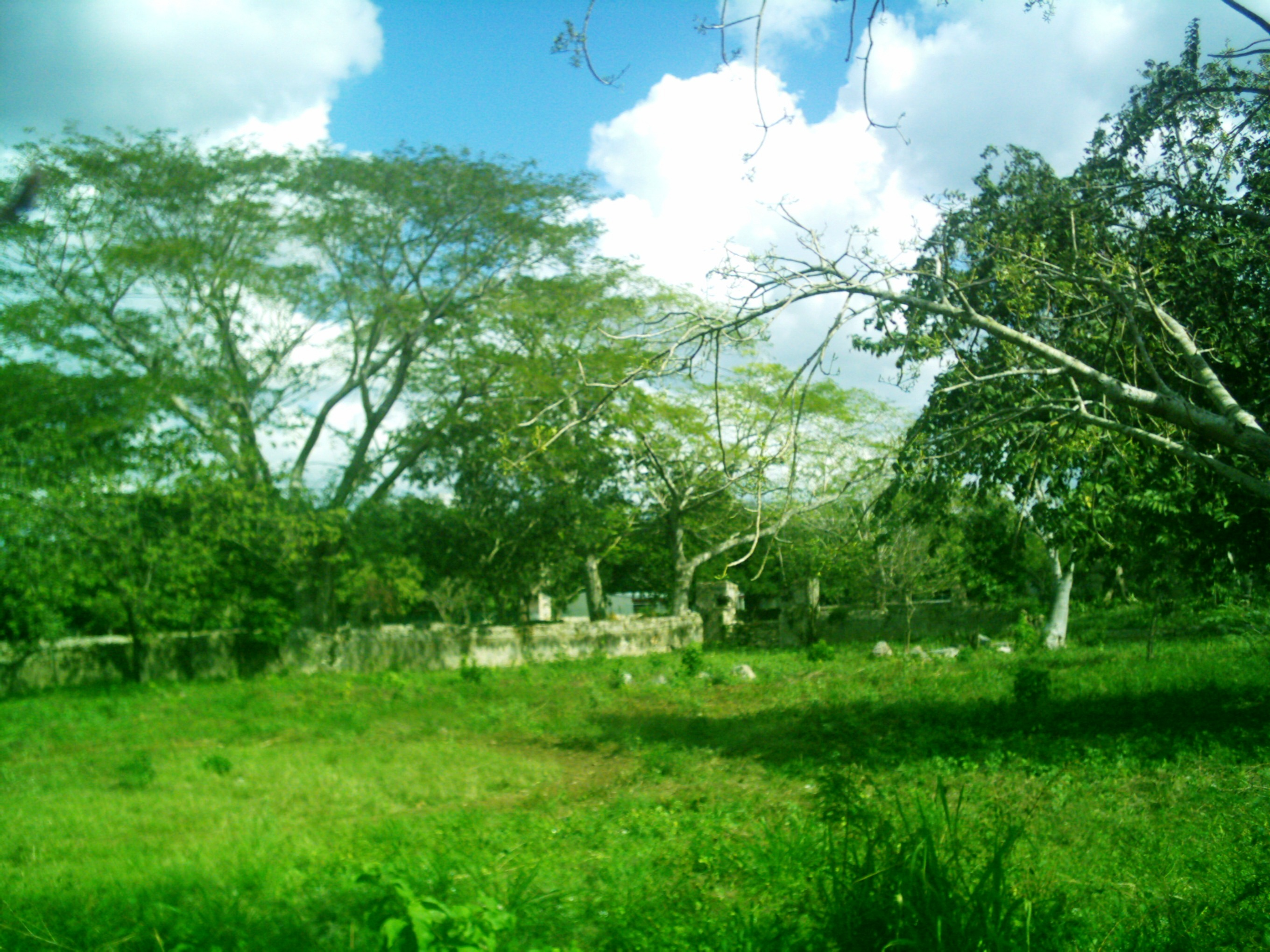
Vista de la hacienda Xcuyún.
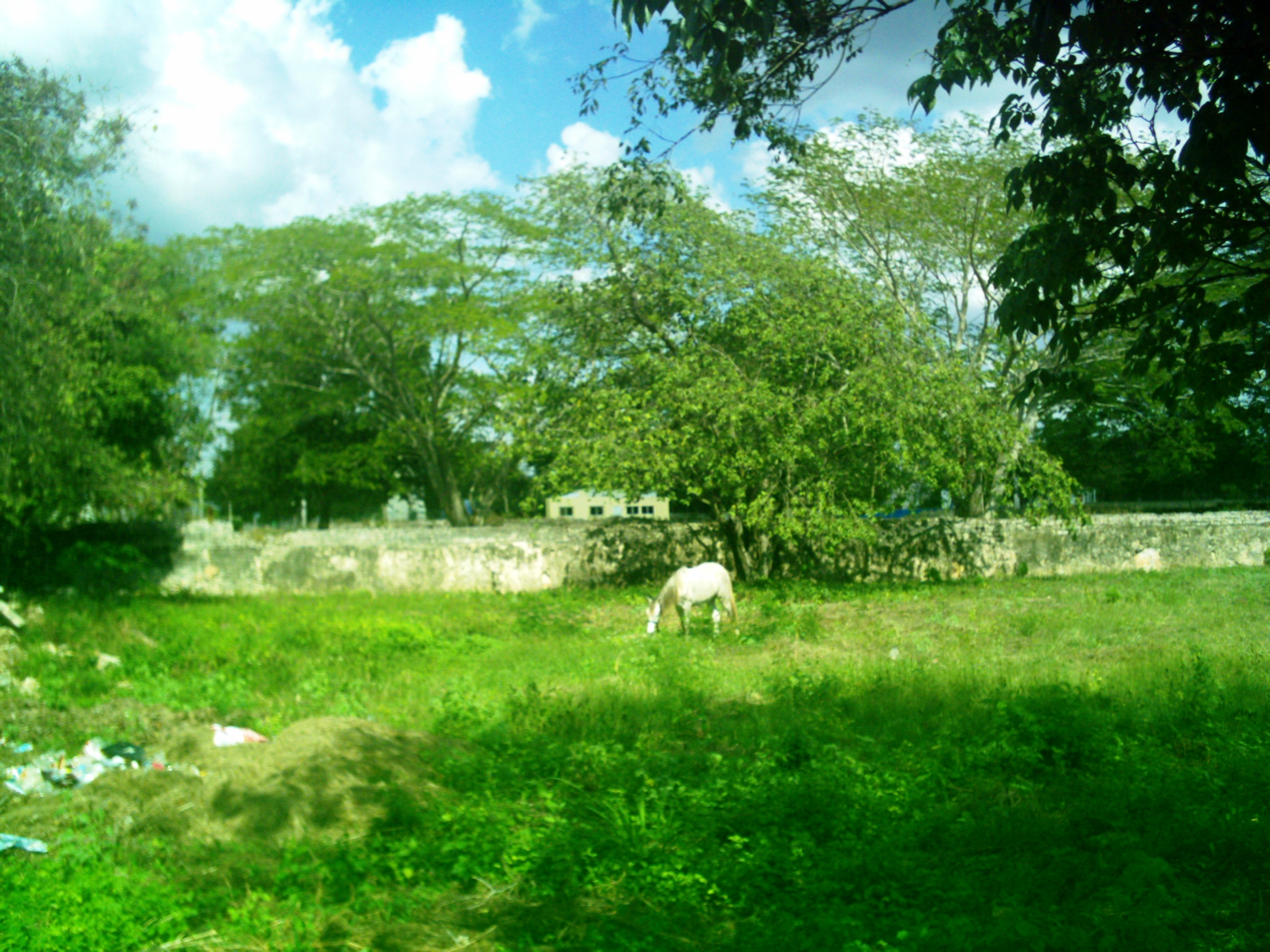
Vista de la hacienda Xcuyún.
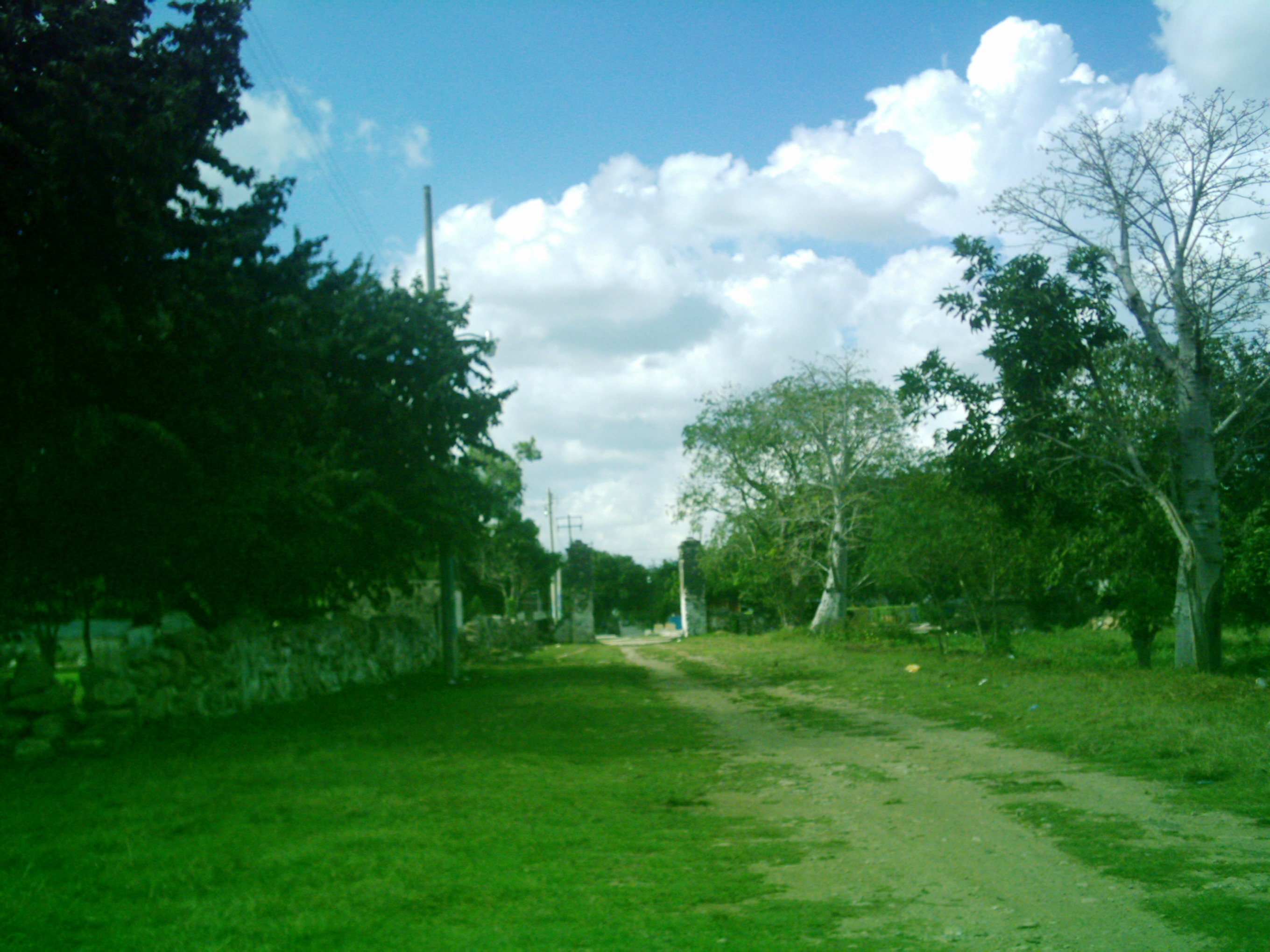
Vista de la hacienda Xcuyún.
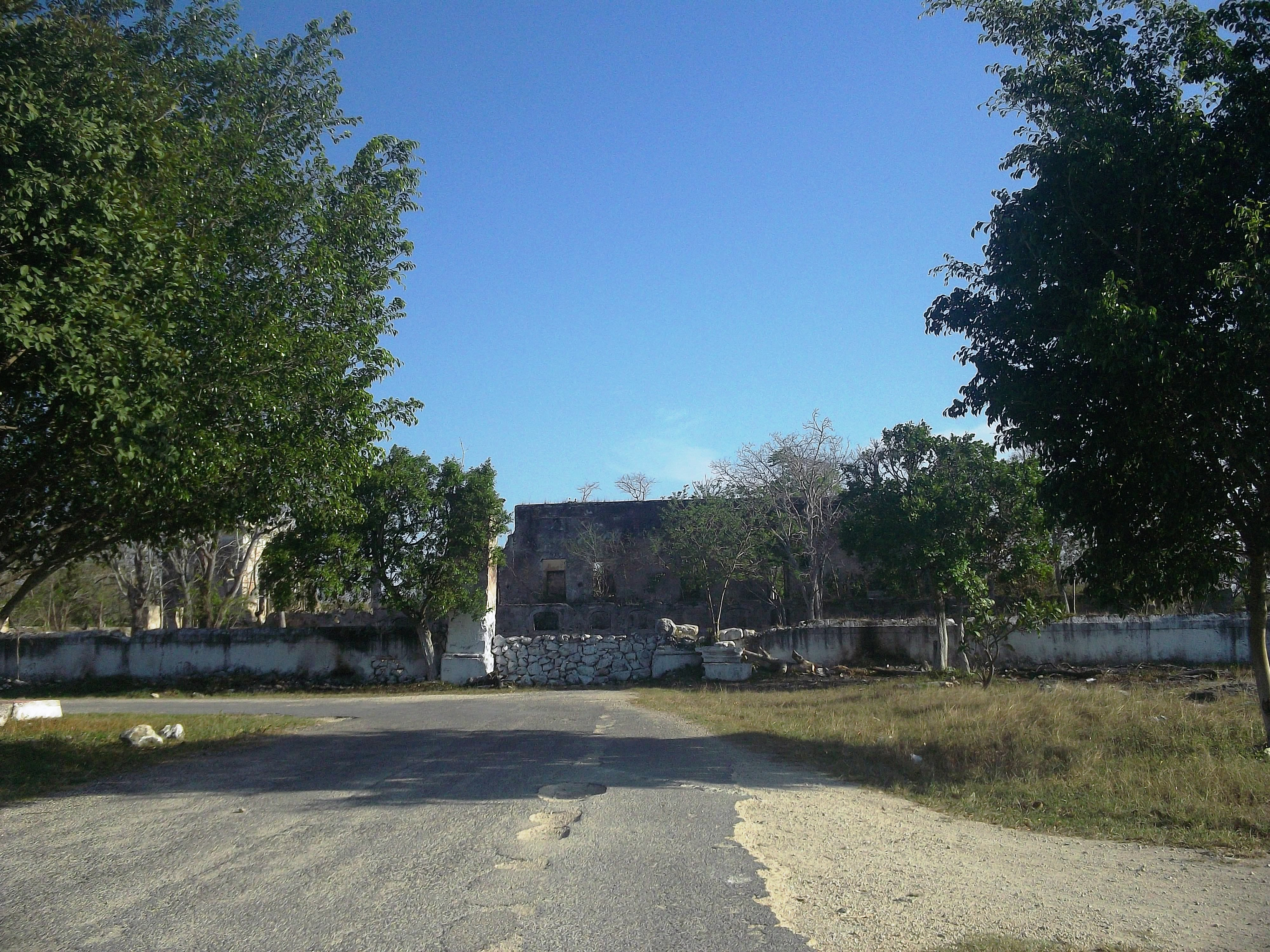
Vista de la hacienda Xcuyún.
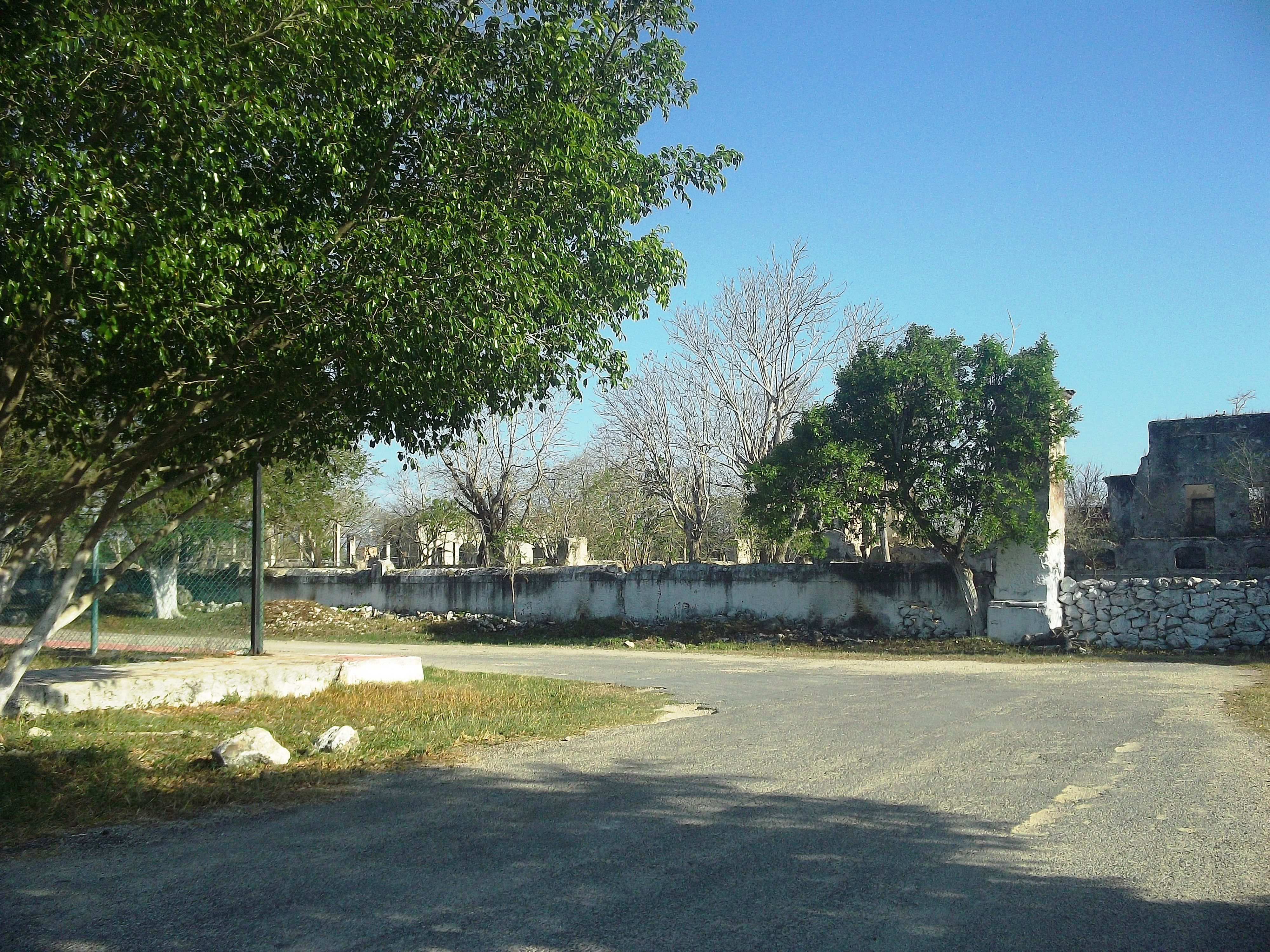
Vista de la hacienda Xcuyún.
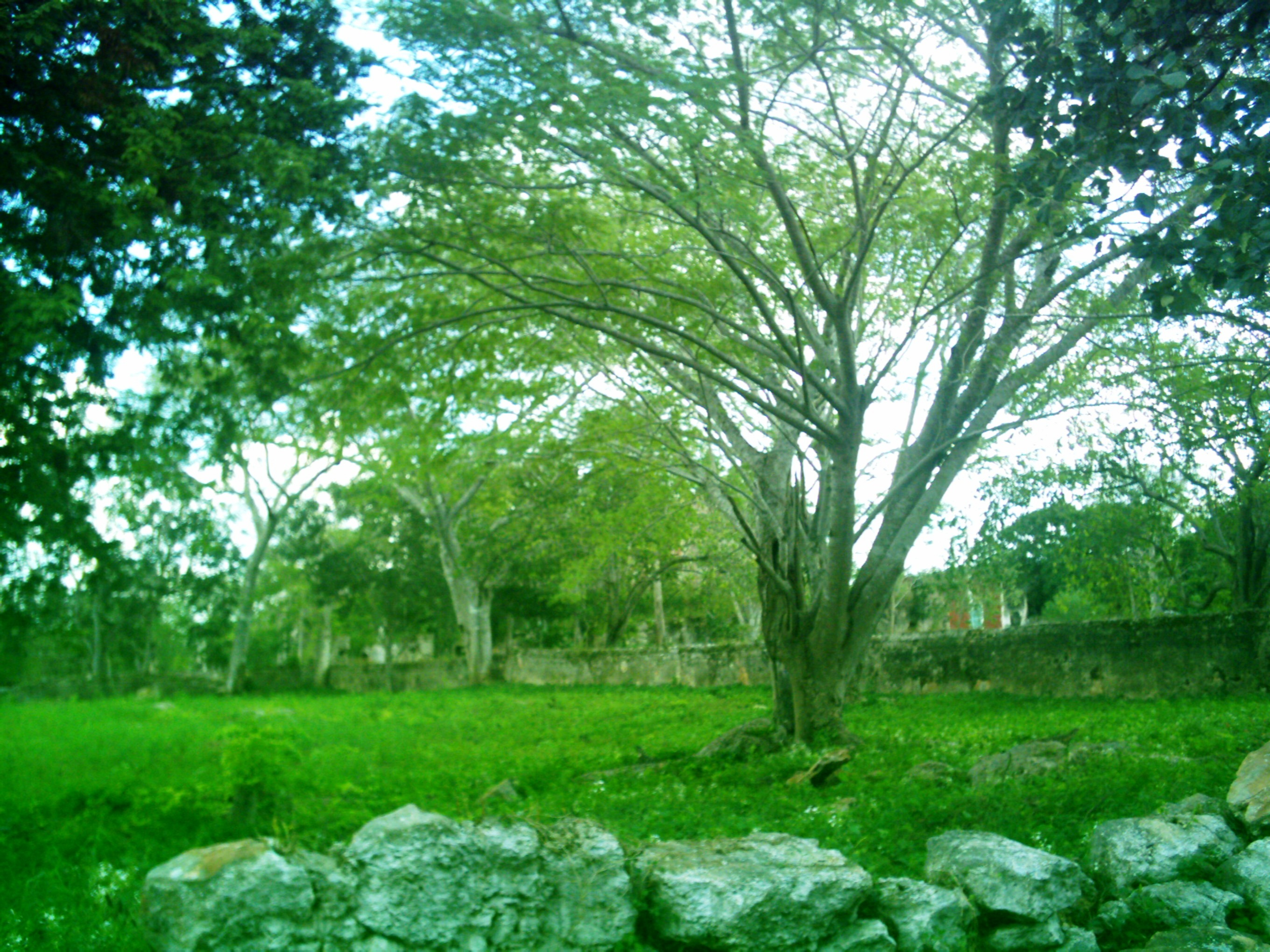
Vista de la hacienda Xcuyún.
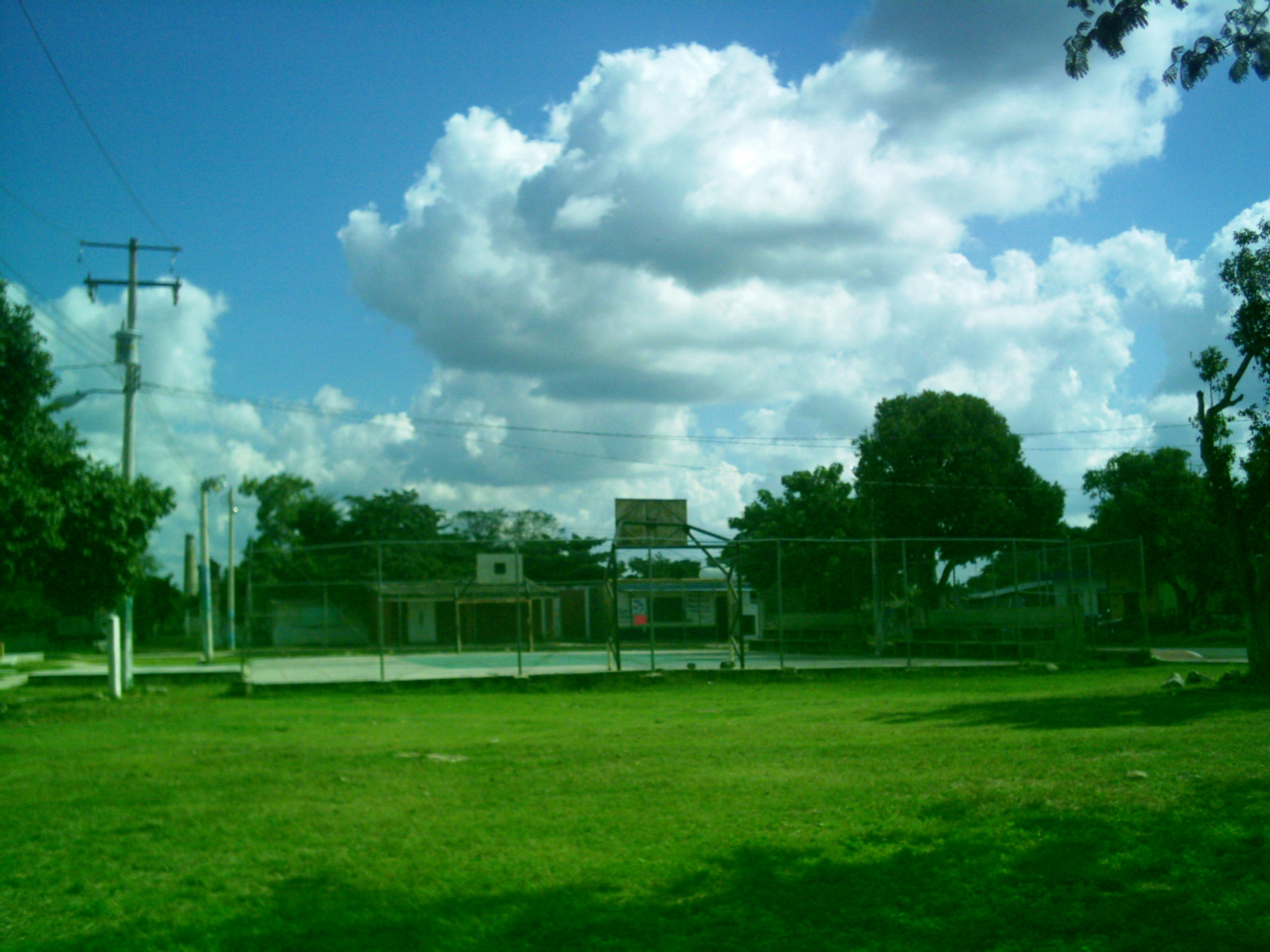
Parque principal de Xcuyún.
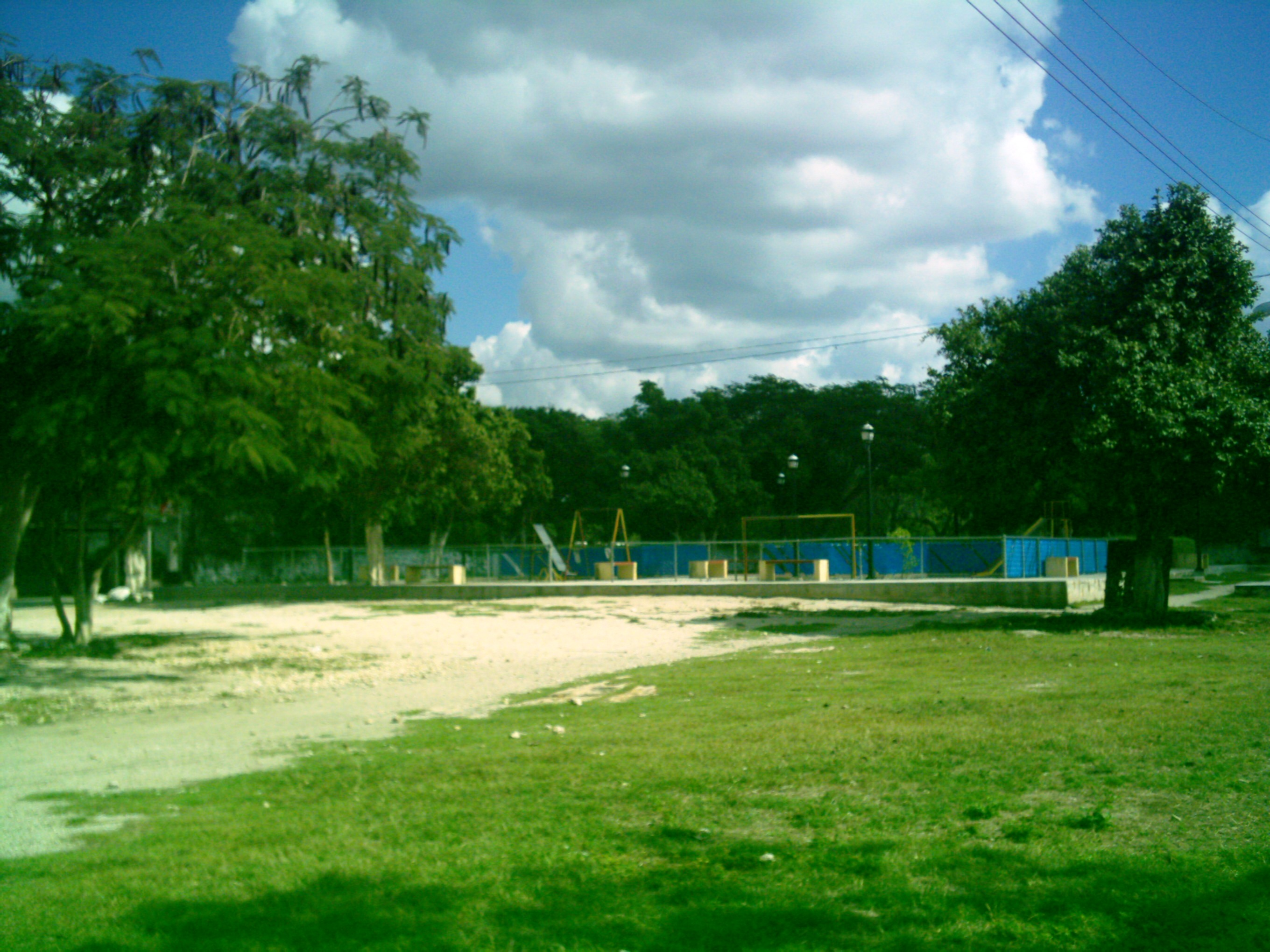
Parque principal de Xcuyún.
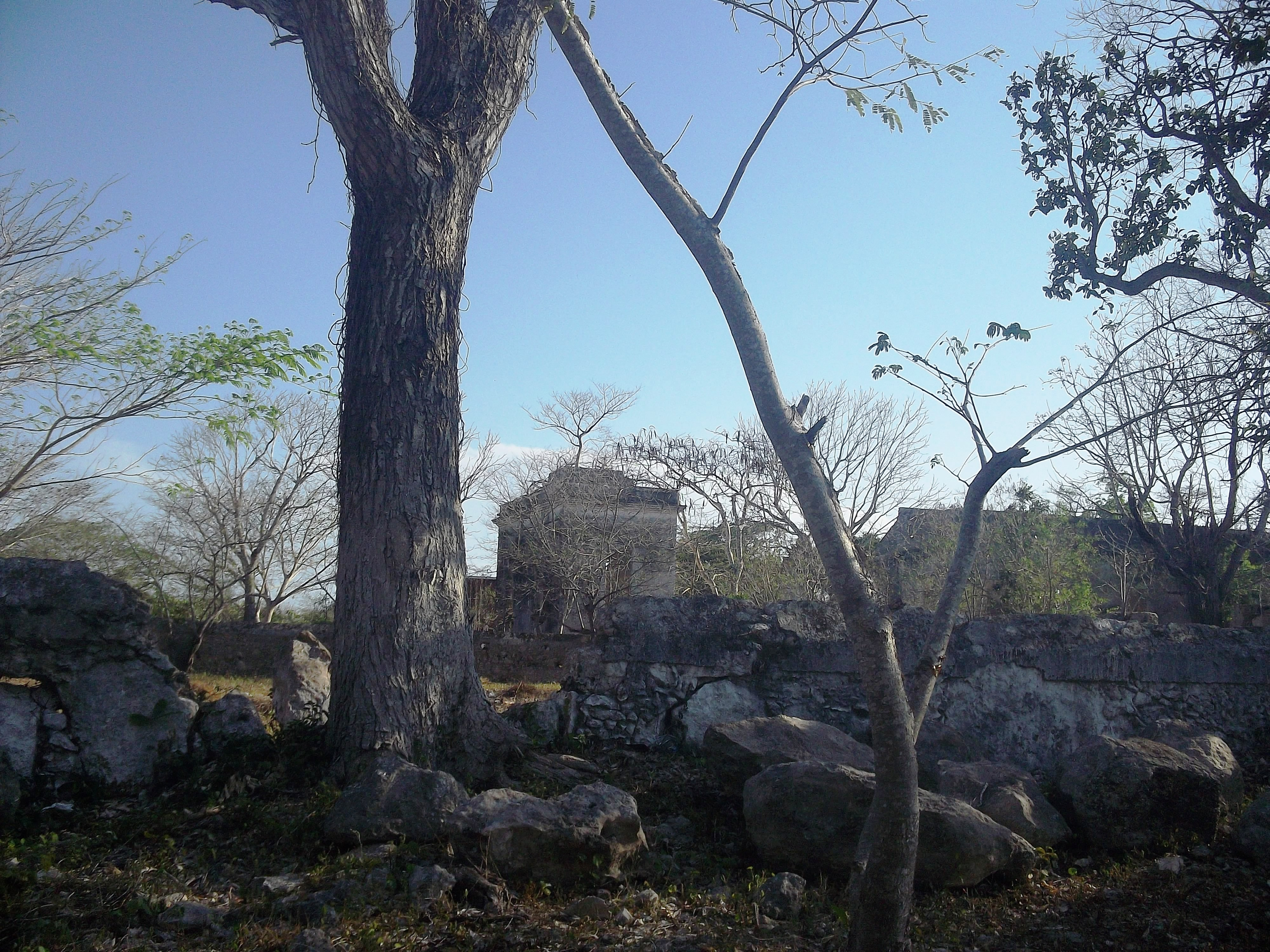
Vista de la hacienda Xcuyún.
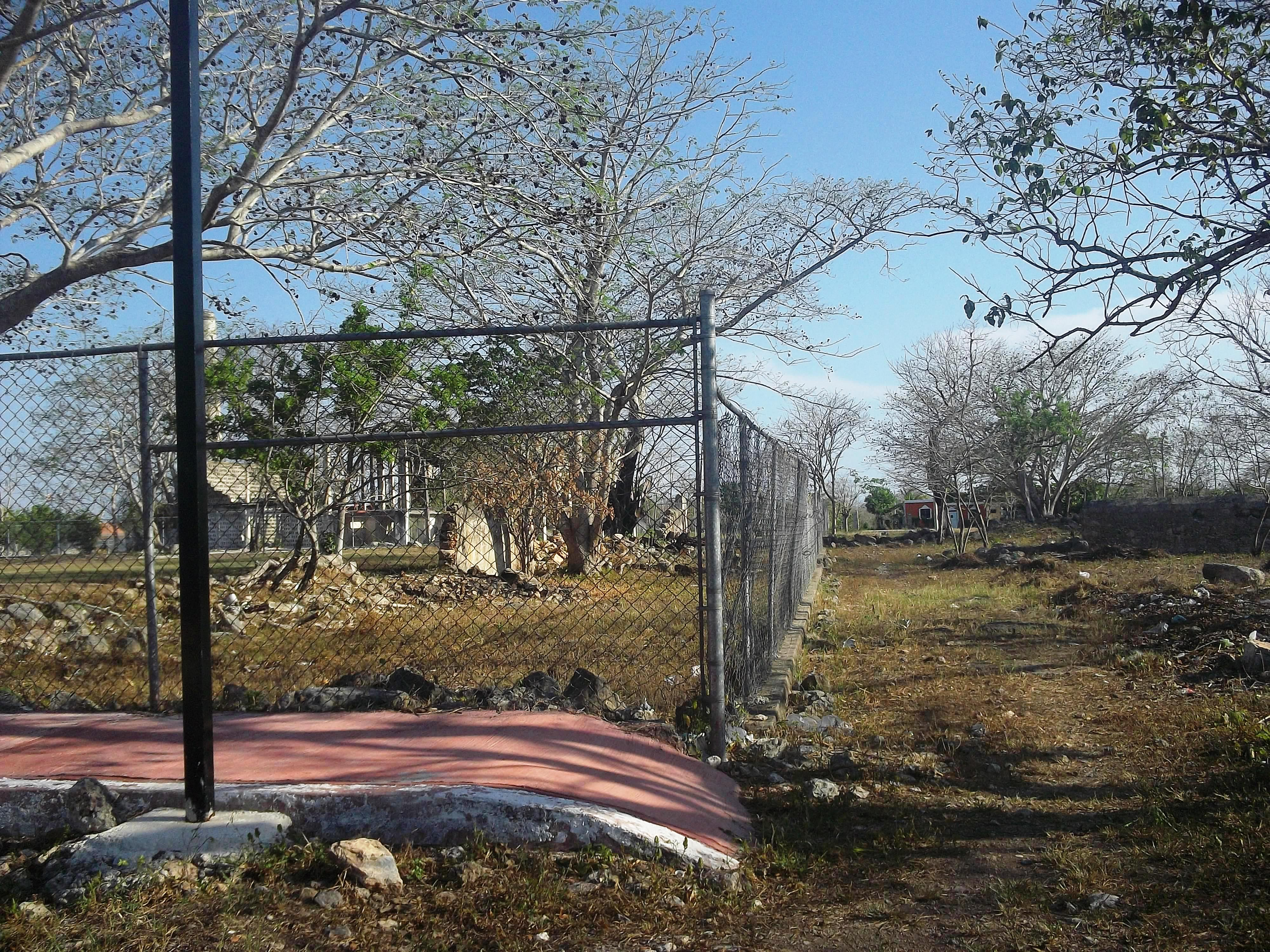
Vista de la hacienda Xcuyún.
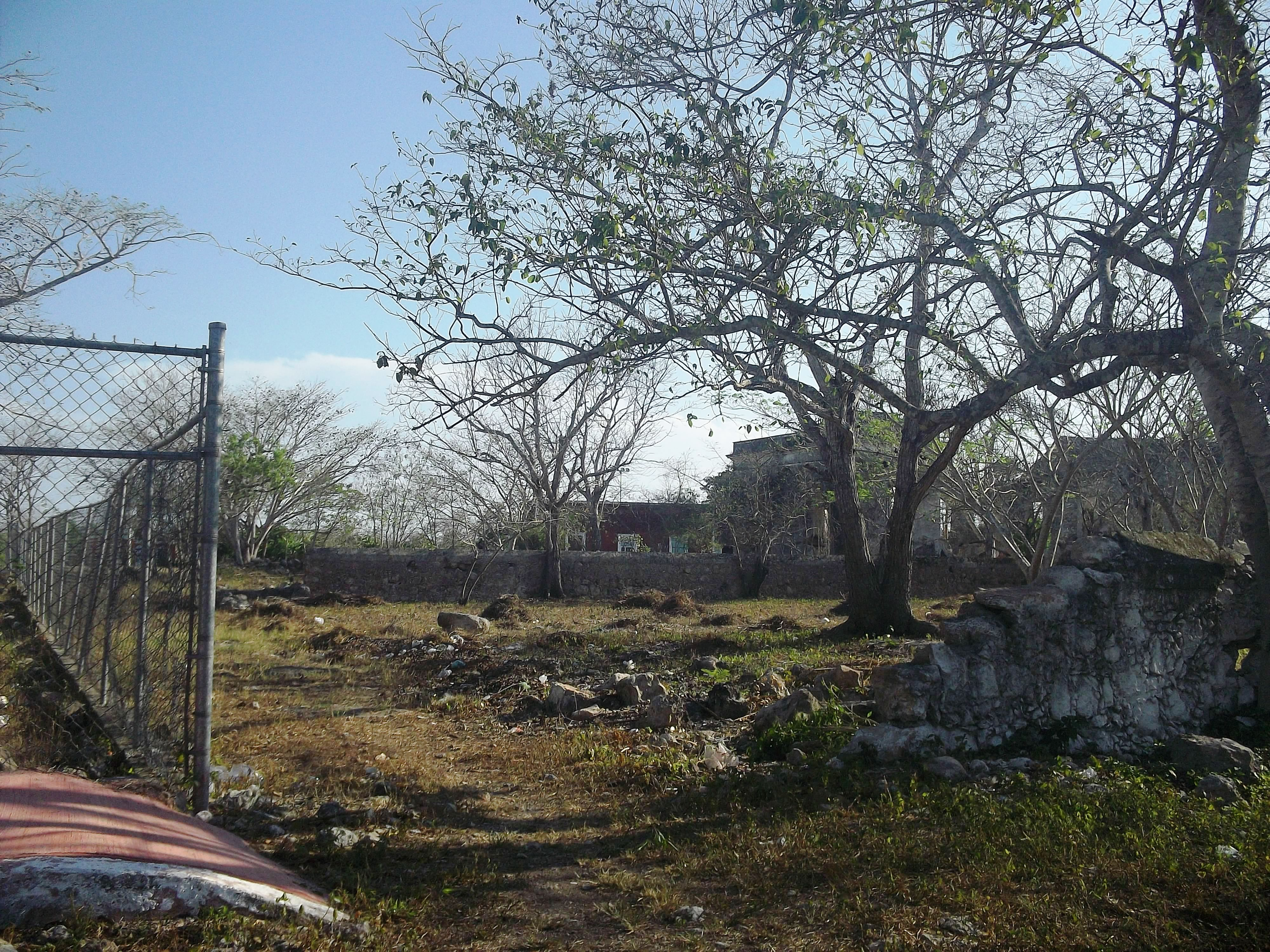
Vista de la hacienda Xcuyún.
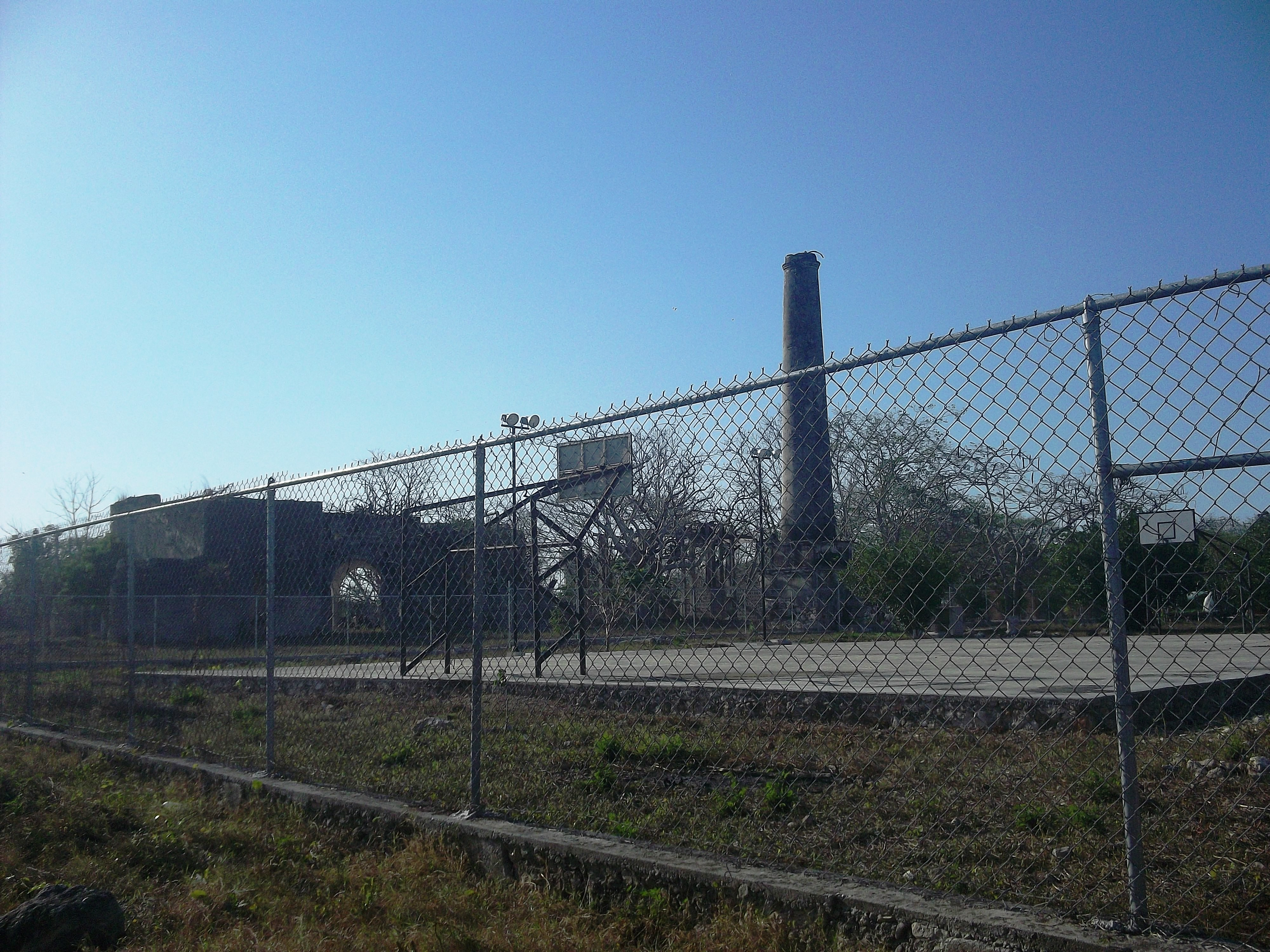
Vista de la hacienda Xcuyún.